# Popis botaničara prema autorskoj kratici
Ovo je nepotpuni popis botaničara prema kratici za ime i prezime autora. Kratice se napravilo radi citiranja botaničkih imena i radova koje su objavili. Ovaj popis prati rad kojeg su napravili Brummitt & Powell (1992.). Uporabu ovog popisa preporučuje Međunarodni kod botaničkog nazivlja. Popis se ažurira internetski na Međunarodnom indeksu biljnih imena i Indeksu gljiva.
Valja primijetiti da u nekim slučajima se autorska kratica sastoji od cijelog prezimena, dok u nekim slučajima se kratica sastoji od jednog ili više inicijala. Bitno je reći da nema razmaka između inicijala i prezimena, niti njihovih kratica.

## A
- Aa - Hubertus Antonius van der Aa (1935.)
- A.A.Eaton - Alvah Augustus Eaton (1865. – 1908.)
- Aarons. - Aaron Aaronsohn (1876. – 1919.)
- A.Bassi - Agostino Bassi (1772. – 1856.)
- Abbayes - Henry Nicollon des Abbayes (1898. – 1974.)
- Abbot - John Abbot (1751.– oko 1840.)
- Abedin - Sultanul Abedin (fl. 1986.)
- A.Berger - Alwin Berger (1871. – 1931.)
- A.B.Jacks. - Albert Bruce Jackson (1876. – 1947.)
- A.Bloxam – Andrew Bloxam (1801. – 1878.)
- A.Br. - Addison Brown (1830. – 1913.)
- A.Braun - Alexander Karl Heinrich Braun (1805. – 1877.)
- A.Camus - Aimée Antoinette Camus (1879. – 1965.)
- Acerbi - Giuseppe Acerbi (1773. – 1846.)
- Ach. - Erik Acharius (1757. – 1819.)
- A.Chev. - Auguste Jean Baptiste Chevalier (1873. – 1956.)
- A.C.Sm. - Albert Charles Smith (1906. – 1999.)
- Acuña - Julián Acuña Galé (1900. – 1973.)
- A.Cunn. - Allan Cunningham (1791. – 1839.)
- Adams - Johann Friedrich Adam (1780. – 1838.)
- Adans. - Michel Adanson (1727. – 1806.)
- A.DC. - Alphonse Louis Pierre Pyrame de Candolle (1806. – 1893.)
- A.Dietr. - Albert Gottfried Dietrich (1795. – 1856.)
- Aellen - Paul Aellen (1896. – 1973.)
- A.E.van Wyk - Abraham Erasmus Braam van Wyk (1952.)
- A.Fern. - Abílio Fernandes (1906. – 1994.)
- Afzel. - Adam Afzelius (1750. – 1837.)
- Aggejenko - Vladimir Naumovič Aggejenko (1860. – 1907.)
- A.G.Floyd - Alexander G. Floyd (1926.)
- A.Gibson - Alexander Gibson (1800. – 1867.)
- A.G.Jones - Almut Gitter Jones (1923.)
- A.G.Mill. - Anthony G. Miller (1951.)
- A.Gray - Asa Gray (1810. – 1888.)
- A.Ham. - Arthur Hamilton (fl. 1832.)
- A.Hässl. - Arne Hässler (1904. – 1952.)
- A.Heller - Amos Arthur Heller (1867. – 1944.)
- A.H.Gentry - Alwyn Howard Gentry (1945. – 1993.)
- A.H.Holmgren - Arthur Hermann Holmgren (1912.)
- Ahmadjian - Vernon Ahmadjian (1930.)
- Airy Shaw - Herbert Kenneth Airy Shaw (1902. – 1985.)
- Aiton - William Aiton (1731. – 1793.)
- A.J.Eames - Arthur Johnson Eames (1881. – 1969.)
- A.J.Hill - Albert Joseph Hill (1940.)
- A.Juss. - Adrien-Henri de Jussieu (1797. – 1853.)
- Akhani - Hossein Akhani (1950.)
- A.K.Skvortsov - Aleksej Skvorcev (1920.)
- Alb. - Johannes Baptista von Albertini (1769. – 1831.)
- Al.Brongn. - Alexandre Brongniart (1770. – 1847.)
- Alef. - Friedrich Georg Christoph Alefeld (1820. – 1872.)
- Alexander - Edward Johnston Alexander (1901. – 1985.)
- All. - Carlo Allioni (1728. – 1804.)
- Allemão - Francisco Freire Allemão e Cysneiro (1797. – 1874.)
- Allred - Kelly Allred (1949.)
- Á.Löve - Áskell Löve (1916. – 1994.)
- Alph.Wood - Alphonso Wood (1810. – 1881.)
- Alpino - Prospero Alpino (1553. – 1617.)
- Al-Shehbaz - Ihsan Ali Al-Shehbaz (1939.)
- A.L.Sm.  - Annie Lorrain Smith (1854. – 1937.)
- Albov - Nikolaj Mihajlovič Albov (1866. – 1897.)
- Alston - Arthur Hugh Garfit Alston (1902. – 1958.)
- Altam. - Fernando Altamirano (1848. – 1908.)
- Altschul - Siri von Reis (1931.)
- Ames - Oakes Ames (1874. – 1950.)
- Amman - Johann Amman (1707. – 1741.)
- A.M.Sm. - Annie Morrill Smith (1856. – 1946.)
- Andersson - Nils Johan Andersson (1821. – 1880.)
- Andrews - Henry Charles Andrews (1794. – 1830.)
- Andronov - Nikolaj Matvejevič Andronov (fl. 1955.)
- Andrz. - Antoni Lukianowicz Andrzejowski (1785. – 1868.)
- A.Nelson - Aven Nelson (1859. – 1952.)
- Ant.Juss. - Antoine de Jussieu (1686. – 1758.)
- Ant.Molina - José Antonio Molina Rosito (1926.)
- Antoine - Franz Antoine (1815. – 1886.)
- Arcang. - Giovanni Arcangeli (1840. – 1921.)
- A.R.Clapham - Arthur Roy Clapham (1904. – 1990.)
- Ard. - Pietro Arduino (1728. – 1805.)
- A.Rich. - Achille Richard (1794. – 1852.)
- Aresch. - Johan Erhard Areschoug (1811. – 1887.)
- Arn. - George Arnott Walker Arnott (1799. – 1868.)
- A.Robyns - André Georges Marie Walter Albert Robyns (1935. – 2003.)
- Arráb. - D. Francisco Antonio de Arrábida (1771. – 1850.)
- Arruda - Manoel Arruda da Cámara (1752. – 1810.)
- Arthur - Joseph Charles Arthur (1850. – 1942.)
- Art.Mey. - Arthur Meyer (1850. – 1922.)
- Asch. - Paul Friedrich August Ascherson (1834. – 1913.)
- A.S.George - Alex George (1939.)
- Ashe - William Willard Ashe (1872. – 1932.)
- A.Sinclair - Andrew Sinclair (1796. – 1861.)
- A.Soriano - Alberto Soriano (1920. – 1998.)
- A.Stahl - Agustín Stahl (1842. – 1917.)
- A.St.-Hil. - Augustin Saint-Hilaire (1799. – 1853.)
- A.Thouars - Abel Aubert Dupetit Thouars (1793. – 1864.)
- Aubl. - Jean Baptiste Christophore Fusée Aublet (1720. – 1778.)
- Aubriet - Claude Aubriet (1651. – 1742.)
- Aucher - Pierre Martin Rémi Aucher-Éloy (1792. – 1838.)
- Audib. - Urbain Audibert (1791. – 1846.)
- Austin - Coe Finch Austin (1831. – 1880.)
- Avé-Lall. - Julius Léopold Eduard Avé-Lallemant (1803. – 1867.)
- A.W.Hill - Arthur William Hill (1875. – 1941.)
- A.W.Howitt - Alfred William Howitt (1830. – 1908.)
- Axelrod - Daniel I. Axelrod (1910. – 1998.)

## B
- Bab. - Charles Cardale Babington (1808. – 1895.)
- Backeb. - Curt Backeberg (1894. – 1966.)
- Bagn. - James Eustace Bagnall (1830. – 1918.)
- Baill. - Henri Ernest Baillon (1827. – 1895.)
- Baillon - Louis Antoine Francois Baillon (1778. – 1851.)
- Baker - John Gilbert Baker (1834. – 1920.)
- Baker f. - Edmund Gilbert Baker (1864. – 1949.)
- Bakh. - Reinier Cornelis Bakhuizen van den Brink (1881. – 1945.)
- Bakh.f. - Reinier Cornelis Bakhuizen van den Brink, Jr. (1911. – 1987.)
- Balb. - Gioanni Battista Balbis (1765. – 1831.)
- Baldwin - William Baldwin (1779. – 1819.)
- Balf. - John Hutton Balfour (1808. – 1884.)
- Balf.f. - Isaac Bayley Balfour (1853. – 1922.)
- Bals.-Criv. - Giuseppe Gabriel Balsamo-Crivelli (1800. – 1874.)
- Banks - Joseph Banks (1743. – 1820.)
- Barb.Rodr. - João Barbosa Rodrigues (1842. – 1909.)
- Bard.-Vauc. - Martine Bardot-Vaucoulon (1948.)
- Barkworth - Mary Barkworth (1941.)
- Barneby - Rupert Charles Barneby (1911. – 2000.)
- Barnhart - John Hendley Barnhart (1871. – 1949.)
- Barr - Peter Barr (1826. – 1909.)
- Barratt - Joseph Barratt (1796. – 1882.)
- Barroso - Liberato Joaquim Barroso (1900. – 1949.)
- Bartal. - Biagio Bartalini (1746. – 1822.)
- Bartl. - Friedrich Gottlieb Bartling (1798. – 1875.)
- Bartlett - Harley Harris Bartlett (1886. – 1960.)
- Barton - Benjamin Smith Barton (1766. – 1815.)
- Bartram - John Bartram (1699. – 1777.)
- Bates - John Mallory Bates (1846. – 1930.)
- Batsch - August Johann Georg Karl Batsch (1761. – 1802.)
- Batt. - Jules Aimé Battandier (1848. – 1922.)
- Baxter - William Baxter (1787. – 1871.)
- Baumg. - Johann Christian Gottlob Baumgarten (1765. – 1843.)
- B.Boivin - Joseph Robert Bernard Boivin (1916. – 1985.)
- B.D.Jacks. - Benjamin Daydon Jackson (1846. – 1927.)
- Beadle - Chauncey Delos Beadle (1856. – 1950.)
- Beal - William James Beal (1833. – 1924.)
- Bean - William Jackson Bean (1863. – 1947.)
- Bebb - Michael Schuck Bebb (1833. – 1895.)
- Becc. - Odoardo Beccari (1843. – 1920.)
- Beck - Günther von Mannagetta und Lërchenau Beck (1856. – 1931.)
- Becker - Johannes Becker (1769. – 1833.)
- Bedd. - Richard Henry Beddome (1830. – 1911.)
- Beentje - Henk Jaap Beentje (1951.)
- Beetle - Alan Ackerman Beetle (1913.)
- Bég. - Augusto Béguinot (1875. – 1940.)
- Beissn. - Ludwig Beissner (1843. – 1927.)
- Beitel - Joseph M. Beitel (1952. – 1991.)
- Bellair - Georges Adolphe Bellair (1860. – 1939.)
- Bellardi - Carlo Antonio Lodovico (1741. – 1826.)
- Belosersky - R. N. Belosersky (floruit 1966.)
- Benj. - Ludwig Benjamin (1825. – 1848.)
- Benn. - John Joseph Bennett (1801. – 1876.)
- Benth. - George Bentham (1800. – 1884.)
- Bentley - Robert Bentley (1821. – 1893.)
- Bercht. - Friedrich von Berchtold (1781. – 1876.)
- Berg - Ernst von Berg (1782. – 1855.)
- Berger - Ernst Friedrich Berger (1814. – 1853.)
- Bergey - David Hendricks Bergey (1860. – 1937.)
- Berggr. - Sven Berggren (1837. – 1917.)
- Berk. - Miles Joseph Berkeley (1803. – 1889.)
- Berkhout - Christine Marie Berkhout (1893. – 1932.)
- Bernh. - Johann Jacob Bernhardi (1774. – 1850.)
- Berthel. - Sabin Berthelot (1794. – 1880.)
- Bertol. - Antonio Bertoloni (1775. – 1869.)
- Besser - Wilibald Swibert Joseph Gottlieb von Besser (1784. – 1842.)
- Bessey - Charles Edwin Bessey (1845. – 1915.)
- Bews - John William Bews (1884. – 1938.)
- Beyr. - Heinrich Karl Beyrich (1796. – 1834.)
- B.F.Holmgren - Bjorn Frithiofsson Holmgren (1872. – 1946.)
- B.G.Schub. - Bernice Giduz Schubert (1913. – 2000.)
- B. Heyne - Benjamin Heyne  (1770. – 1819.)
- Biehler - Johann Friedrich Theodor Biehler (oko 1785., nadnevak smrti nije poznat)
- Bierh. - David William Bierhorst (1924. – 1997.)
- Bigelow - Jacob Bigelow (1787. – 1879.)
- Binn. - Simon Binnendijk (1821. – 1883.)
- Bisse - Johannes Bisse (1935. – 1984.)
- Biv. - Antonius de Bivoni-Bernardi (1774. – 1837.)
- B.Juss. - Bernard de Jussieu (1699. – 1777.)
- Blake - Joseph Blake (1814. – 1888.)
- Blakelock - Ralph Anthony Blakelock (1915. – 1963.)
- Blanch. - William Henry Blanchard (1850. – 1922.)
- Blanco - Francisco Manuel Blanco (1778. – 1845.)
- Blasdell - Robert Ferris Blasdell (1929. – 1996.)
- Blomq. - Hugo Leander Blomquist (1888. – 1964.)
- B.L.Rob. - Benjamin Lincoln Robinson (1864. – 1935.)
- B.L.Turner - Billie Lee Turner stariji (1925.)
- Bluff - Mathias Joseph Bluff (1805. – 1837.)
- Blume - Carl Ludwig Blume (1789. – 1862.)
- B.Nord. - Bertil Nordenstam (1936.)
- Böcher - Tyge W. Böcher (1909. – 1983.)
- Boeck - Johann Otto Boeckeler (1803. – 1899.)
- Boehm. - Georg Rudolf Boehmer (1723. – 1803.)
- Boiss. - Pierre Edmond Boissier (1810. – 1885.)
- Boiteau - Pierre L. Boiteau (1911. – 1980.)
- Bolle - Carl Bolle (1821. – 1909.)
- Bolus - Harry Bolus (1834. – 1911.)
- Bong. - August Gustav Heinrich von Bongard (1786. – 1839.)
- Bonpl. - Aimé Jacques Alexandre Bonpland (1773. – 1858.)
- Boom - Boudewijn Karel Boom (1903. – 1980.)
- Boott - Francis Boott (1792. – 1863.)
- Borbás - Vinczé von Borbás (1844. – 1905.)
- Boreau - Alexandre Boreau (1803. – 1875.)
- Borhidi - Atilla Borhidi (1932.)
- Boriss. - Antonina Georgievna Borissova (1903. – 1970.)
- Borkh. - Moritz Balthasar Borkhausen (1760. – 1806.)
- Börner - Carl Julius Bernhard Börner (1880. – 1953.)
- Bornm. - Joseph Friedrich Nicolaus Bornmüller (1862. – 1948.)
- Borrer - William Borrer (1781. – 1862.)
- Borsch - Thomas Borsch (1969.)
- Borss.Waalk. - Jan van Borssum Waalkes (1922. – 1985.)
- Bory - Jean Baptiste Bory de Saint-Vincent (1780. – 1846.)
- Borzí - Antonino Borzí (1852. – 1921.)
- Bos - Jan Just Bos (1939. – 2003.)
- Bosc - Louis Augustin Guillaume Bosc (1759. – 1828.)
- Bosch - Roelof Benjamin van den Bosch (1810. – 1862.)
- Boucher - Jules Armand Guillaume Boucher de Crèvecœur (1757. – 1844.)
- Boud. - Jean Louis Émile Boudier (1828. – 1920.)
- Boulger - George Edward Simmonds Boulger (1853. – 1922.)
- Boulos - Loutfy Boulos (1932.)
- Brack. - Willian Dunlop Brackenridge (1810. – 1893.)
- Brainerd - Ezra Brainerd (1844. – 1924.)
- Brandão - Mitzi Brandão
- Brandbyge - John Brandbyge (1953.)
- Brandegee - Townshend Stith Brandegee (1843. – 1925.)
- Brandenburg - D. M. Brandenburg (floruit 1991.)
- Brandis - Dietrich Brandis (1824. – 1907.)
- Branner - John C. Branner (floruit 1888.)
- Braun-Blanq. - Josias Braun-Blanquet, (bio je Josias Braun do 1915. (1884.–1980.)
- Bremek. - Cornelis Eliza Bertus Bremekamp (1888. – 1984.)
- B.Bremer - Birgitta Bremer (1950.)
- Brenan - John Patrick Micklethwait Brenan (1917. – 1985.)
- Brenckle - Jacob Frederic Brenckle (1875. – 1958.)
- Bridson - Diane Mary Bridson (1942.)
- Bright - John Bright (1872. – 1952.)
- Briq. - John Isaac Briquet (1870. – 1931.)
- Britten - James Britten (1846. – 1924.)
- Britton - Nathaniel Lord Britton (1859. – 1934.)
- Bromhead - Edward Ffrench Bromhead (1789. – 1855.)
- Brongn. - Adolphe Theodore Brongniart (1801. – 1876.)
- Brooker - Ian Brooker (1934.)
- Brooks - Cecil Joslin Brooks (1875. – 1953.)
- Brooks - Ralph Edward Brooks (1950.)
- Broome - Christopher Edmund Broome (1812. – 1886.)
- Brot. - Felix de Silva Avellar Brotero (1744. – 1828.)
- Brouillet - Luc Brouillet (1954.)
- Brouss. - Pierre Marie Auguste Broussonet (1761. – 1807.)
- Browicz - Kasimierz Browicz (1925.)
- Bruijn - Ary Johannes De Bruijn (1811. – 1896.)
- Brummitt - Richard Kenneth Brummitt (1937.)
- Brunet - Louis-Ovide Brunet (1826. – 1876.)
- Bruyns - Peter Vincent Bruyns (1957.)
- Bubani - Pietro Bubani (1806. – 1888.)
- Buchenau - Franz Georg Philipp Buchenau (1831. – 1906.)
- Buch.-Ham. - Francis Buchanan-Hamilton (1762. – 1829.)
- Buckland - William Buckland (1784. – 1856.)
- Buckley - Samuel Botsford Buckley (1809. – 1884.)
- Buddle - Adam Buddle (1662. – 1715.)
- Bullock - Arthur Allman Bullock (1906. – 1980.)
- Bunge - Aleksandr Andrejevič fon Bunge (1803. – 1890.)
- Burb. - Frederick William Burbidge (1847. – 1905.)
- Burbank - Luther Burbank (1849. – 1926.)
- Burch. - William John Burchell (1781. – 1863.)
- Burdet - Hervé Maurice Burdet (1939.)
- Bureau - Louis Édouard Bureau (1830. – 1918.)
- Burgess - Henry W. Burgess (floruit 1827. – 1833.)
- Burm. - Johannes Burman (1707. – 1779.)
- Burm.f. - Nicolaas Laurens Burman (1734. – 1793.)
- Burnat - Émile Burnat (1828. – 1920.)
- Burret - Max Burret (1883. – 1964.)
- Burrill - Thomas Jonathan Burrill (1839. – 1916.)
- Bush - Benjamin Franklin Bush (1858. – 1937.)
- Buxb. - Franz Buxbaum (1900. – 1979.)

## C
- Cabrera - Angel Lulio Cabrera (1908. – 1999.)
- C.Abel - Clarke Abel (1789. – 1826.)
- C.A.Clark - Carolyn A. Clark (fl. 1979.)
- C.Agardh - Carl Adolph Agardh (1785. – 1859.)
- C.A.Gardner - Charles Austin Gardner (1896. – 1970.)
- Cajander - Aimo Cajander (1879. – 1943.)
- Calder - James Alexander Calder (1915-–1990.)
- Caley - George Caley (1770. – 1829.)
- Calzada - Juan Ismael Calzada (fl. 1997.)
- Cambage - Richard Hind Cambage (1859. – 1928.)
- Cambess. - Jacques Cambessèdes (1799. – 1863.)
- C.A.Mey. - Carl Anton von Meyer (1795. – 1855.)
- Camp - Wendell Holmes Camp (1904. – 1963.)
- Campb. - Douglas Houghton Campbell (1859. – 1953.)
- Canby - William Marriott Canby (1831. – 1904.)
- Capuron - René Paul Raymond Capuron (1921. – 1971.)
- Card. - Jules Cardot (1860. – 1934.)
- Carey - William Carey (1761. – 1834.)
- Caro - José Aristide Caro (1919. – 1985.)
- Carrière - Elie-Abel Carrière (1818. – 1896.)
- Carruth. - William Carruthers (1830. – 1922.)
- Carver - George Washington Carver (1864. – 1943.)
- Casar. - Giovanni Casaretto (1812. – 1879.)
- C.A.Sm. - Christo Albertyn Smith (1898–1956.)
- Casp. - Johann Xaver Robert (1818. – 1887.)
- Cass. - Alexandre Henri Gabriel de Cassini (1781. – 1832.)
- Cav. - Antonio José Cavanilles (1745. – 1804.)
- Cavara - Fridiano Cavara (1857. – 1929.)
- C.Bab. - Churchill Babington (1821. – 1889.)
- C.Bauhin - Gaspard Bauhin (1560. – 1624.)
- C.B.Clarke - Charles Baron Clarke (1832. – 1906.)
- C.B.Rob. - Charles Budd Robinson (1871. – 1913.)
- C.C.Berg - Cornelis Christiaan Berg (1934.)
- C.C.Gmel. - Carl Christian Gmelin (1762. – 1837.)
- C.Chr. - Carl Frederick Albert Christensen (1872. – 1942.)
- C.Clark - James Curtis Clark (1951.)
- C.DC. - Anne Casimir Pyrame de Candolle (1836. – 1918.)
- C.E.Hubb. - Charles Edward Hubbard (1900. – 1980.)
- Cervi - Armando Carlos Cervi (1944. – 2014.)
- Čelak. - Ladislav Josef Čelakovský (1834. – 1902.)
- Cerv. - Vicente de Cervantes (1755. – 1829.)
- Ces. - Vincenzo de Cesati (1806. – 1883.)
- Cesalpino - Andrea Cesalpino (1519. – 1603.)
- C.F.Baker - Charles Fuller Baker (1872. – 1927.)
- C.F.Reed - Clyde Franklin Reed (1918. – 1999.)
- Chaix - Dominique Chaix (1730. – 1799.)
- Cham. - Adelbert von Chamisso (1781. – 1838.)
- Chapm. - Alvan Wentworth Chapman (1809. – 1899.)
- Chase - Mary Agnes Chase (1869. – 1963.)
- Châtel. - Jean Jacques Châtelain (1736. – 1822.)
- Chaub. - Louis Athanase Chaubard (1785. – 1854.)
- Chenault - Léon Chenault (1853. – 1930.)
- Ching - Ren-Chang Ching (1898. – 1986.)
- Chiov. - Emilio Chiovenda (1871. – 1941.)
- Chodat - Robert Hippolyte Chodat (1865. – 1934.)
- Choisy - Jacques Denys Choisy (1799. – 1859.)
- Chopinet - R.G. Chopinet (1914.)
- Christ - Konrad H. Christ (1833.–1933.)
- Christian - Hugh Basil Christian (1871. – 1950.)
- Christoph. - Erling Christophersen (1898.)
- Chrtek- Jindřich Chrtek (1930.)
- C.H.Wright - Charles Henry Wright (1864. – 1941.)
- C.K.Schneid. - Camillo Karl Schneider (1876. – 1951.)
- Clairv. - Joseph Philippe de Clairville (1742. – 1830.)
- Clap. - Jean Louis René Antoine Éuard Claparède (1830. – 1871.)
- Claus - Karl Ernst Claus (1796. – 1894.)
- C.L.Hitchc. - Charles Leo Hitchcock (1902. – 1986.)
- Clifford - Harold Trevor Clifford (1927.)
- Clus. - Charles de l'Écluse (1526. – 1609.)
- Clute - Willard Nelson Clute (1869. – 1950.)
- C.L.Woodw. - Catherine L. Woodward (fl. 2007.)
- C.Martin - Charles-Édouard Martin (1847. – 1937.)
- C.Mohr - Charles Theodore Mohr (1824. – 1901.)
- C.Morren - Charles François Antoine Morren (1807. – 1858.)
- C.Nelson - Cirilo Nelson (drugo ime: Cyril Hardy Nelson Sutherland) (1938.)
- C.N.Forbes - Charles Noyes Forbes (1883. – 1920.)
- Cogn. - Alfred Cogniaux (1841. – 1916.)
- Colebr. - Henry Thomas Colebrooke (1765. – 1837.)
- Colla - Luigi Aloysius Colla (1766. – 1848.)
- Collad. - Louis Théodore Frederic Colladon (1792. – 1862.)
- Collett - Henry Collett (1836. – 1901.)
- Collinson - Peter Collinson (1694. – 1768.)
- Comm. - Philibert Commerçon (1727. – 1773.)
- Conrad - Solomon White Conrad (1779. – 1831.)
- Conran - John Godfrey Conran (1960.)
- Constance - Lincoln Constance (1909. – 2001.)
- Cooke - Mordecai Cubitt Cooke (1825. – 1914.)
- Cookson - Isabel Clifton Cookson (1893. – 1973.)
- Cooperr. - Tom Smith Cooperrider (1927.)
- Corner - Edred John Henry Corner (1906. – 1996.)
- Correll - Donovan Stewart Correll (1908. – 1983.)
- Cortesi - Fabrizio Cortesi (1879. – 1949.)
- Core - Earl Lemley Core (1902. – 1984.)
- Cory - Victor Louis Cory (1880. – 1964.)
- Coss. - Ernest Saint-Charles Cosson (1819. – 1889.)
- Cotton - Arthur Disbrowe Cotton (1879. – 1962.)
- Coult. - Thomas Coulter (1793. – 1843.)
- Courtec. - Régis Courtecuisse (1956.)
- Coville - Frederick Vernon Coville (1867. – 1937.)
- C.Presl - Carl Borivoj Presl (1794. – 1852.)
- C.P.Sm. - Charles Piper Smith (1877. – 1955.)
- Cranfill - Raimond Cranfill (fl. 1981.)
- Crantz - Heinrich Johann Nepomuk von Crantz (1722. – 1799.)
- C.R.Ball - Carleton Roy Ball (1873. – 1958.)
- Crép. - Francois Crépin (1830. – 1903.)
- Crins - William J. Crins (1955.)
- C.Rivière - Charles Marie Rivière (1845.-nadnevak smrti nepoznat)

- Croat - Thomas Bernard Croat (1938.)
- Croizat - Léon Camille Marius Croizat (1894. – 1982.)
- Cronquist - Arthur John Cronquist (1919. – 1992.)
- C.R.Parks - Clifford R. Parks (fl. 1963.)
- Crundw. - Alan Crundwell (1923. – 2000.)
- C.Tul. - Charles Tulasne (1816. – 1884.)
- C.T.White - Cyril Tenison White (1890. – 1950.)
- Cufod. - Georg Cufodontis (1896. – 1974.)
- Curtis - William Curtis (1746. – 1799.)
- C.V.Morton - Conrad Vernon Morton (1905. – 1972.)
- C.Wright - Charles Wright (1811. – 1885.)
- C.Y.Wang - Chang Yong Wang (fl. 1984.)
- Czern. - Vasilj Matvijovič Černjajev (1796. – 1871.)

## D
- Dahl - Anders Dahl (1751. – 1789.)
- Dahlst. - Gustav Adolf Hugo Dahlstedt (1856. – 1934.)
- Dallim. - William Dallimore (1871. – 1959.)
- Dalzell - Nicol Alexander Dalzell (1817. – 1877.)
- Dalziel - John McEwan Dalziel (1872. – 1948.)
- Dandy - James Edgar Dandy (1903. – 1976.)
- Darl. - William Darlington (1782. – 1863.)
- D.Arora - David Arora (1957.)
- Darbysh. - S.J.Darbyshire (1953.)
- Darwin - Charles Darwin (1809. – 1882.)
- R.W.Darwin - Robert Waring Darwin of Elston (1724. – 1816.)
- D.A.Sutton - David A. Sutton (1952.)
- Daubs - Edwin Horace Daubs (fl. 1965.)
- Daveau - Jules Alexandre Daveau (1852. – 1929.)
- Davenp. - George Edward Davenport (1833. – 1907.)
- Davey - Frederick Hamilton Davey (1868. – 1915.)
- David - Armand David (1826. – 1900.)
- DC. - Augustin Pyramus de Candolle (1778. – 184.)
- D.C.Eaton - Daniel Cady Eaton (1834. – 1895.)
- D.Dietr. - David Nathaniel Dietrich (1799. – 1888.)
- D.D.Keck - David D. Keck (1903. – 1995.)
- D.Don - David Don (1799. – 1841.)
- de Bary - Anton de Bary (1831. – 1888.)
- Decne. - Joseph Decaisne (1807. – 1882.)
- Degen - Àrpàd von Degen (1866. – 1934.)
- Delahouss. - A. James Delahoussaye (floruit 1967.)
- Delavay - Pierre Jean Marie Delavay (1834. – 1895.)
- D.Legrand - Carlos Maria Diego Enrique Legrand (1901. – 1986.)
- Deless. - Jules Paul Benjamin Delessert (1773. – 1847.)
- Delile - Alire Raffeneau Delile (1778. – 1850.)
- Denis - Marcel Denis (1897. – 1929.)
- De Puydt - Paul Émile de Puydt (1810. – 1891.)
- Desf. - René Louiche Desfontaines (1750. – 1833.)
- De Smet - Louis De Smet (1813. – 1887.)
- Desr. - Louis Auguste Joseph Desrousseaux (1753. – 183.)
- Desv. - Nicaise Auguste Desvaux (1784. – 1856.)
- De Vis - Charles Walter De Vis (1829. – 1915.)
- de Vos - Cornelis de Vos (1806. – 1895.)
- de Vries - Hugo de Vries (1848. – 1935.)
- de Vriese - Willem Hendrik de Vriese (1806. – 1862.)
- de Wet - Johannes Martenis Jacob de Wet (1927.)
- Dewey - Chester Dewey (1784. – 1867.)
- De Wild. - Émile Auguste Joseph De Wildeman (1866. – 1947.)
- de Wit - Hendrik de Wit
- D.Fairchild - David Fairchild (1869. – 1954.)
- D.H.Scott - Dukinfield Henry Scott (1854. – 1934.)
- Didr. - Didrik Ferdinand Didrichsen (1814. – 1887.)
- Dieck - Georg Dieck (1847. – 1925.)
- Diels - Friedrich Ludwig Emil Diels (1874. – 1945.)
- Dill. - Johann Jacob Dillenius (1684. – 1747.)
- Ding Hou - Ding Hou (1921. – 2008.)
- Dinter - Moritz Kurt Dinter (1868. – 1945.)
- Dippel - Leopold Dippel (1827. – 1914.)
- D.L.Jones - David Lloyd Jones (1944.)
- D.Löve - Doris Löve (1918. – 2000.)
- Dod - Donald Dungan Dod (1912. – 2008.)
- Dode - Louis-Albert Dode (1875. – 1943.)
- Dodoens - Rembert Dodoens (1517. – 1585.)
- Döll - Johann Christoph Döll (1808. – 1885.)
- Domin - Karel Domin (1882. – 1953.)
- Domke - Friedrich Walter Domke (1899. – 1988.)
- Donn - James Donn (1758. – 1813.)
- Donn.Sm. - John Donnell Smith (1829. – 1928.)
- Door. - Simeon Gottfried Albert Doorenbos (1891. – 1980.)
- Dorr - Laurence J. Dorr (1953.)
- Dorsett - Palemon Howard Dorsett (1862. – 1943.)
- Douglas - David Douglas (1798. – 1834.)
- Doweld - Alexander Borissovitch Doweld (1973.)
- Dowell - Philip Dowell (1864. – 1936.)
- Drake - Emmanuel Drake del Castillo (1855. – 1904.)
- Drège - Johann Franz Drège (1794. – 1881.)
- Druce - George Claridge Druce (1850. – 1932.)
- Drude - Carl Georg Oscar Drude (1852. – 1933.)
- Dryand. - Jonas Carlsson Dryander (1748. – 1810.)
- D.Thomas - David Thomas (1776. – 1859.)
- Duby - Jean Étienne Duby (1798. – 1885.)
- Duchesne - Antoine Nicolas Duchesne (1747. – 1827.)
- Ducke - Adolpho Ducke (1876. – 1959.)
- Dufr. - Pierre Dufresne (1786. – 1836.)
- Duggar - Benjamin Minge Duggar (1872. – 1956.)
- Dulac - Joseph Dulac (1827. – 1897.)
- Dum.Cours. - Georges Louis Marie Dumont de Courset (1746. – 1824.)
- Dümmer - Richard Arnold Dümmer (1887. – 1922.)
- Dumort. - Barthélemy Charles Joseph Dumortier (1797. – 1878.)
- Dunal - Michel Felix Dunal (1789. – 1856.)
- Dunn - Stephen Troyte Dunn (1868. – 1938.)
- Durand - Elias (Elie) Magloire Durand (1794. – 1873.)
- Durazz. - Antonio Durazz (fl. 1772)
- Durieu - Michel Charles Durieu de Maisonneuve (1796. – 187.)
- Du Roi - Johann Philipp du Roi (1741. – 1785.)
- Duss - Antoine Duss (1840. – 1924.)
- Dyal - Sarah Creecie Dyal (1907.)
- Dyer - William Turner Thiselton (Thistleton) Dyer (1843. – 1928.)

## E
- Eames - Edwin Hubert Eames (1865. – 1948.)
- Earle - Franklin Sumner Earle (1856. – 1929.)
- E.A.Durand - Ernest Armand Durand (1872. – 1910.)
- E.A.Mennega - Erik Albert Mennega (1923. – 1998.)
- E.A.Sánchez - Evangelina A. Sánchez (1934.)
- Eaton - Amos Eaton (1776. – 1842.)
- E.B.Alexeev - E. B. Aleksejev (1946. – 1976.)
- Eb.Fisch. - Eberhard Fischer (1969.)
- Ebinger - John Edwin Ebinger (1933.)
- E.B.Knox - Eric B. Knox (fl. 1993.)
- Eckl. - Christian Friedrich Ecklon (1795. – 1868.)
- E.C.Nelson - Ernest Charles Nelson (1951.)
- Eddy - Caspar Wistar Eddy (1790. – 1828.)
- Edgew. - Michael Pakenham Edgeworth (1812. – 1881.)
- E.Fourn. - Eugène Pierre Nicolas Fournier (1824. – 1884.)
- E.G.Andrews - E. G. Andrews (floruit 1993.)
- Eggl. - Willard Webster Eggleston (1863. – 1935.)
- Egli - Bernhard Egli (fl. 1990.)
- E.Hitchc. - Edward Hitchcock (1793. – 1864.)
- E.H.L.Krause - Ernst Hans Ludwig Krause (* 1859. – 1942.)
- Ehrenb. - Christian Gottfried Ehrenberg (1795. – 1876.)
- Ehrend. - Friedrich Ehrendorfer (1927.)
- Ehrh. - Jakob Friedrich Ehrhart (1742. – 1795.)
- Eichler - August Wilhelm Eichler (1839. – 1887.)
- Eichw. - Karl Eichwald (1795. – 1876.)
- Eig - Alexander Eig (1894. – 1938.)
- E.J.Butler - Edwin John Butler (1874. – 1943.)
- E.J.Palmer - Ernest Jesse Palmer (1875. – 1962.)
- E.L.Braun - Emma Lucy Braun (1889. – 1971.)
- Elliott - Stephen Elliott (1771. – 1830.)
- Elwes - Henry John Elwes (1846. – 1922.)
- E.Mey. - Ernst Heinrich Friedrich Meyer (1791. – 1858.)
- E.M.McClint. - Elizabeth May McClintock (1912.)
- E.Morren - Charles Jacques Édouard Morren (1833. – 1886.)
- Emory - William Hemsley Emory (1811. – 1887.)
- Endl. - Stephan Friedrich Ladislaus Endlicher (1804. – 1849.)
- Engel - Franz Engel (floruit 1865.)
- Engelm. - Georg Engelmann (1809–.1884.)
- Engl. - Heinrich Gustav Adolf Engler (1844. – 1930.)
- E.P.Bicknell - Eugene Pintard Bicknell (1859. – 1925.)
- E.Peter - Elfriede Peter-Stibal (1905.-)
- Epling - Carl Epling (1894. – 1968.)
- E.P.Perrier - Eugène Pierre Perrier de la Bâthie (1825. – 1916.)
- E.Pritz. - Ernst Georg Pritzel (1875. – 1948.)
- Erdman - Kimball Stewart Erdman (1937.)
- Ernst - Adolf Ernst (1832. – 1899.)
- E.S.Anderson - Edgar Shannon Anderson (1897. – 1969.)
- E.S.Burgess - Edward Sandford Burgess (1855. – 1928.)
- E.Salisb. - Edward James Salisbury (1886. – 1978.)
- Eschsch. - Johann Friedrich von Eschscholtz (1793. – 1831.)
- E.Sheld. - Edmund Perry Sheldon (1869. – 1947.)
- E.Small - Ernest Small (1940.)
- E.S.Steele - Edward Strieby Steele (1850. – 1942.)
- Ettingsh. - Constantin von Ettingshausen (1826. – 1897.)
- Etl. - Andreas Ernst Etlinger (floruit 1777.)
- Ewart - Alfred James Ewart (1872. – 1937.)
- E.W.Berry - Edward W. Berry (1875. – 1945.)

## F
- Fabr. - Philipp Conrad Fabricius (1714. – 1774.)
- Fahn - Abraham Fahn (1916.)
- Falc. - Hugh Falconer (1808. – 1865.)
- F.Allam. - Frédéric-Louis Allamand (1735. – 1803.)
- Farrer - Reginald John Farrer (1880. – 1920.)
- Farw. - Oliver Atkins Farwell (1867. – 1944.)
- Fassett - Norman Carter Fassett (1900. – 1954.)
- Fawc. - William Fawcett (1851. – 1926.)
- Fée - Antoine Laurent Apollinaire Fée (1789. – 1874.)
- F.E.Lloyd - Francis Ernst Lloyd (1868. – 194.)
- Fenzl - Eduard Fenzl (1808. – 1879.)
- Fernald - Merritt Lyndon Fernald (1873. – 1950.)
- Fern.-Vill. - Celestino Fernández-Villar (1838. – 1907.)
- Ferry - René Joseph Justin Ferry (1845. – 1924.)
- Feuillet - Christian Patrice Georges-André Feuillet (1948.)
- F.Heim - Frédéric Louis Heim (1869.- nadnevak smrti nepoznat)
- F.H.Lewis - Frank Harlan Lewis (1919.)
- F.H.Wigg. - Friedrich Heinrich Wiggers (1746. – 1811.)
- Fieber - Franz Xaver Fieber (1807. – 1872.)
- Fiori - Adriano Fiori (1865. – 1950.)
- Fisch. - Friedrich Ernst Ludwig von Fischer (1782. – 1854.)
- F.J.A.Morris - F. John A. Morris (1869.- nadnevak smrti nepoznat)
- F.J.Herm. - Frederick Joseph Hermann (1906. – 1987.)
- Flüggé - Johannes Flüggé (1775. – 1816.)
- F.M.Bailey - Frederick Manson Bailey (1827. – 1915.)
- F.Michx. - François Andre Michaux (1770. – 1855.)
- F.M.Knuth - Frederik Marcus Knuth (1904. – 1970.)
- F.Muell. - Ferdinand von Mueller (1825. – 1896.)
- F.N.Meijer - Frans Nicholaas Meijer (Frank Meyer nakon 1908.) (1875. – 1918.)
- Focke - Wilhelm Olbers Focke (1834. – 1922.)
- Forbes - John Forbes (1799. – 1823.)
- Forrest - George Forrest (1873. – 1932.)
- Forssk. - Peter Forsskål (1732. – 1763.)
- Forsstr. - Johan Erik Forsström (1775. – 1824.)
- Fortune - Robert Fortune (1812. – 1880.)
- Fosberg - Francis Raymond Fosberg (1908. – 1993.)
- Foug. - Auguste Denis Fougeroux de Bandaroy (1732. – 1789.)
- Fourc. - Henry Georges Fourcade (1865. – 1948.)
- Fourn. - Eugene Pierre Nicolas Fournier (1834. – 1884.)
- Fr. - Elias Magnus Fries (1794. – 1878.)
- Franch. - Adrien René Franchet (1834. – 1900.)
- Fraser - John Fraser (1750. – 1811.)
- Freckmann - Robert W. Freckmann (1939.)
- Freire-Fierro - Alina Freire-Fierro (1964.)
- Frém. - John C. Frémont (1813. – 1890.)
- Fresen. - Johann Baptist Georg Wolfgang Fresenius (1808. – 1866.)
- Frič - Alberto Vojtěch Frič (1882. – 1944.)
- Fritsch - Karl Fritsch (1864. – 1934.)
- F.Ritter - Friedrich Ritter (1898. – 1989.)
- Friis - Ib Friis (1945.-)
- Friv. - Imre Frivaldszky (1799. – 1870.)
- Froel. - Joseph Aloys von Froelich (1766. – 1841.)
- F.Rose - Francis Rose (1921. – 2006.)
- F.Schmidt - Friedrich Carl Fedor Bogdanovich Schmidt (1832. – 1908.)
- F.T.Hubb. - Frederic Tracy Hubbard (1875. – 1962.)
- Fukuy. - Noriaki Fukuyama (1912. – 1946.)
- F.W.Schultz - Friedrich Wilhelm Schultz (1804. – 1876.)

## G
- Gaertn. - Joseph Gaertner (1732. – 1791.)
- Gagnep. - François Gagnepain (1866. – 1952.)
- Gale - Shirley Gale (1915.)
- Galeotti - Henri Guillaume Galeotti (1814. – 1858.)
- Galushko - Anatol I. Galushko (1926.)
- Gamble - James Sykes Gamble (1847. – 1925.)
- Gand. - Michel Gandoger (1850. – 1926.)
- Gandhi - Kancheepuram N. Gandhi (1948.)
- Garcke - Christian August Friedrich Garcke (1819. – 1904.)
- Garden - Alexander Garden (1730. – 1792.)
- Gardner - George Gardner (1812. – 1849.)
- Gatt. - Augustin Gattinger (1825. – 1903.)
- Gaudich. - Charles Gaudichaud-Beaupré (1789. – 1854.)
- G.C.Tucker - Gordon C. Tucker (1957.)
- G.Dahlgren - Gertrud Dahlgren (1931.)
- G.Don - George Don (1798. – 1856.)
- Geh. - Adalbert Geheeb (1842. – 1909.)
- G.E.Haglund - Gustaf Emmanuel Haglund (1900. – 1955.)
- Genev. - Léon Gaston Genevier (1830. – 1880.)
- Gentry - Howard Scott Gentry (1903. – 1993.)
- Gerstb. - Pedro Gerstberger (1951.)
- Gesner - Conrad Gessner (1516. – 1565.)
- Geyer - Karl Andreas Geyer (1809. – 1853.)
- G.F.Atk. - George Francis Atkinson (1854. – 1918.)
- G.Forst. - Georg Forster (1754. – 1794.)
- G.Gaertn. - Gottfried Gaertner (1754. – 1825.)
- Ghini - Luca Ghini (1490. – 1556.)
- Gibbs - Lilian Gibbs (1870. – 1925.)
- Gilg - Ernest Friedrich Gilg (1867. – 1933.)
- Gilib. - Jean-Emmanuel Gilibert (1741. – 1814.)
- Gillek. - Léopold Guillaume Gillekens (1833. – 1905.)
- Gilli - Alexander Gilli (1904. – 2007.)
- Gillies - John Gillies (1792. – 1834.)
- Gillis - William Thomas Gillis (1933. – 1979.)
- Gilly - Charles Louis Gilly (1911. – 1970.)
- Giseke - Paul Dietrich Giseke (1741. – 1796.)
- G.J.Lewis - Gwendoline Joyce Lewis (1909. – 1967.)
- G.Kirchn. - Georg Kirchner (1837. – 1885.)
- G.Koch - Georg Friedrich Koch (1809. – 1874.)
- G.Lawson - George Lawson (1827. – 1895.)
- G.L.Church - George Lyle Church (1903.)
- Gleason - Henry Allan Gleason (1882. – 1975.)
- G.L.Nesom - Guy L. Nesom (1945.)
- G.Lodd. - George Loddiges (1784. – 1846.)
- Gloxin - Benjamin Peter Gloxin (1765. – 1794.)
- G.L.Webster - Grady Linder Webster (1927.)
- G.M.Barroso - Graziela Maciel Barroso (1912. – 2003.)
- G.Moore - George Thomas Moore (1871. – 1956.)
- G.Nicholson - George Nicholson (1847. – 1908.)
- Godr. - Dominique Alexandre Godron (1807. – 1880.)
- Goeschke - Franz Goeschke (1844. – 1912.)
- Goldberg - Aaron Goldberg (1917.)
- Goldie - John Goldie (1793. – 1886.)
- Gontsch. - Nikolaj Fedorovič Gončarov (1900. – 1942.)
- Gooden. - Samuel Goodenough (1743. – 1827.)
- Goodyer - John Goodyer (1592. – 1664.)
- Gopalan - Rangasamy Gopalan (1947.)
- Göpp. - Johann Heinrich Robert Göppert (1800. – 1884.)
- Gordon - George Gordon (1801. – 1893.)
- Gould - Frank Walton Gould (1913. – 1981.)
- G.Pearson - Gilbert Pearson
- Graebn. - Karl Otto Robert Peter Paul Graebner (1871. – 1933.)
- Graham - Robert Graham (1786. – 1845.)
- Grande - Loreto Grande (1878. – 1965.)
- Gray - Samuel Frederick Gray (1766. – 1828.)
- Greene - Edward Lee Greene (1843. – 1915.)
- Greenm. - Jesse More Greenman (1867. – 1951.)
- Greenway - Percy James Greenway (1897. – 1980.)
- Gren. - Jean Charles Marie Grenier (1808. – 1875.)
- Greuter - Werner Rodolfo Greuter (1938.)
- Grev. - Robert Kaye Greville (1794. – 1866.)
- Griff. - William Griffith (1810. – 1845.)
- Grimm - Johann Friedrich Carl Grimm (1737. – 1821.)
- Gris - Jean Antoine Arthur Gris (1829. – 1872.)
- Griscom - Ludlow Griscom (1890. – 1959.)
- Griseb. - Heinrich August Rudolf Grisebach (1814. – 1879.)
- Grolle - Riclef Grolle (1934. – 2004.)
- Grossh. - Aleksandr Alfonsovič Grossheim (1888. – 1948.)
- Grubov - Valerij Ivanovič Grubov (1917. – 2009.)
- Grudz. - Irina Aleksandrovna Grudzinskaja (1920.)
- Grüning - G.R. Grüning (1862. – 1926.)
- G.Shaw - George Shaw (1751. – 1813.)
- G.Singh - Gurcharan Singh (1945.)
- G.S.Mill. - Gerrit Smith Miller (1869. – 1956.)
- G.S.Rawat - Gopal Singh Rawat (19xx.-)
- G.S.West - George Stephen West (1876. – 1919.)
- Gueldenst. - Johann Anton Güldenstädt (1745. – 1781.)
- Guill. - Jean Baptiste Antoine Guillemin (1796. – 1842.)
- Guillaumin - André Guillaumin (1885. – 1974.)
- Gunckel - Hugo Gunckel Lűer (1901. – 1997.)
- Gunnerus - Johann Ernst Gunnerus (1718. – 1773.)
- Guss. - Giovanni Gussone (1787. – 1866.)

## H
- Hack. - Eduard Hackel (1850. – 1926.)
- Haeckel - Ernst Haeckel (1834. – 1919.)
- Halácsy - Eugen von Halácsy (1842. – 1913.)
- Ham. - William Hamilton (1783. – 1856.)
- Hance - Henry Fletcher Hance (1827. – 1886.)
- Hand.-Mazz. - Heinrich R.E. Handel-Mazzetti (1882. – 1940.)
- Hanst. - Johannes Ludwig Emil Robert von Hanstein (1822. – 1880.)
- Hara - Kanesuke Hara (1885. – 1962.)
- Harb. - Thomas Grant Harbison (1862. – 1936.)
- Hardin - James Walker Hardin (1929.)
- Harkn. - H. W. Harkness (1821. – 1901.)
- Harms - Hermann Harms (1870. – 1942.)
- Hartm. - Carl Johan Hartman (1790. – 1849.)
- Hartw. - Karl Theodor Hartweg (1812. – 1871.)
- Hartwig - August Karl Julius Hartwig (1823. – 1913.)
- Harv. - William Henry Harvey (1811. – 1866.)
- Harvill - Alton McCaleb Harvill, Jr (1916.)
- Hassk. - Justus Carl Hasskarl (1811. – 1894.)
- Hatus. - Sumihiko Hatusima (1906. – 2008.)
- Haufler - Christopher H. Haufler (1950.)
- Hauke - Richard L. Hauke (1930.)
- Hauman - Lucien Leon Hauman (1880. – 1965.)
- Hauser - Margit Luise Hauser
- Hausskn. - Heinrich Carl Haussknecht (1838. – 1903.)
- Haw. - Adrian Hardy Haworth (1768. – 1833.)
- Hayata - Bunzō Hayata (1874. – 1934.)
- Hayek - August von Hayek (1871. – 1928.)
- Hayne - Friedrich Gottlob Hayne (1763. – 1832.)
- Hazsl. - Friedrich August Hazslinszky von Hazslin (1818. – 1896.)
- H.Bock - Hieronymus Bock (1498. – 1554.)
- H.Deane - Henry Deane (1847. – 1924.)
- H.D.Wilson - Hugh Wilson (1945.)
- H.E.Ahles - Harry E. Ahles (1924. – 1981.)
- Hedberg - Karl Olov Hedberg (1923. – 2007.)
- Hedrick - Ulysses Prentiss Hedrick (1870. – 1951.)
- Hedw. - Johann Hedwig (1730. – 1799.)
- Hegelm. - Christoph Friedrich Hegelmaier (1833. – 1906.)
- Heim - Georg Christoph Heim (1743. – 1807.)
- Heist. - Lorenz Heister (1683. – 1758.)
- Heldr. - Theodor Heinrich Hermann von Heldreich (1822. – 1902.)
- Hell. - Carl Niclas Hellenius (1745. – 1820.)
- Hellq. - C. Barre Hellquist (1940.)
- H.E.Moore - Harold Emery Moore (1917. – 1980.)
- Hemsl. - William Botting Hemsley (1843. – 1924.)
- Henn. - Paul Christoph Hennings (1841. – 1908.)
- Henrard - Johannes Theodoor Henrard (1881. – 1974.)
- Hensl. - John Stevens Henslow (1796. – 1861.)
- Hepper - Frank Nigel Hepper (1929.)
- Herb. - William Herbert (1778. – 1847.)
- Herder - Ferdinand Gottfried Theobald Herder (1828. – 1896.)
- Heybroek - Hans M. Heybroek (1927.-   )
- Heynh. - Gustav Heynhold (1800. – 1860.)
- Heywood - Vernon Hilton Heywood (1927.)
- H.G.Sm. - Henry George Smith (1852. – 1924.)
- H.Hara - Hiroshi Hara (1911. – 1986.)
- H.H.Eaton - Hezekiah Hulbert Eaton (1809. – 1832.)
- Hiern - William Philip Hiern (1839. – 1925.)
- Hieron. - Georg Hans Emmo Wolfgang Hieronymus (1846. – 1921.)
- Hill - John Hill (1716. – 1775.)
- Hirn - Karl Engelbrecht Hirn (1872. – 1907.)
- Hitchc. - Albert Spear Hitchcock (1865. – 1935.)
- H.Jaeger - Hermann Jäger (1815. – 1890.)
- H.Karst. - Gustav Karl Wilhelm Hermann Karsten (1817. – 1908.)
- H.Lév. - Augustin Abel Hector Léveillé (1863. – 1918.)
- H.Low - Hugh Low (1824. – 1905.)
- H.L.Späth - Hellmut Ludwig Späth (1885. – 1945.)
- H.L.Wendl. - Heinrich Wendland (1825. – 1903.)
- H.Müll. - Heinrich Ludwig Hermann Müller (1829. – 188.)
- Hnatiuk - Roger James Hnatiuk (1946.)
- Hochr. - Bénédict Pierre Georges Hochreutiner (1873. – 1959.)
- Hochst. - Christian Ferdinand Friedrich Hochstetter (1787. – 1860.)
- Hoehne - Frederico Carlos Hoehne (1882. – 1959.)
- Hoeven - Jan van der Hoeven (1801. – 1868.)
- Hoffm. - George Franz Hoffmann (1761. – 1826.)
- Hoffmanns. - Johann Centurius von Hoffmannsegg (1766. – 1849.)
- Hogg - Thomas Hogg (1777. – 1855.)
- H.Ohashi - Hiroyoshi Ohashi (1936.- )
- Hohen. - Rudolph Friedrich Hohenacker (1798. – 1874.)
- Hollick - Charles Arthur Hollick (1857. – 1933.)
- Holm-Niels. - Lauritz Broder Holm-Nielsen (1946.)[5]
- Holmgren - Hjalmar Josef Holmgren (1822. – 188.)
- Holub - Josef Ludwig Holub (1930. – 1999.)
- Hook. - William Jackson Hooker (1785. – 1865.)
- Hook.f. - Joseph Dalton Hooker (1817. – 1911.)
- Hopper - Stephen Hopper (1951.)
- Horik. - Horikawa Yoshiwo (1902. – 1976.)
- Hornem. - Jens Wilken Hornemann (1770. – 1841.)
- Host - Nicolaus Thomas Host (1761. – 1834.)
- House - Homer Doliver House (1878. – 1949.)
- Houtt. - Maarten Houttuyn (1720. – 1798.)
- Houtz. - Gysbertus Houtzagers (1888. – 1957.)
- Howe - Eliot Calvin Howe (1828. – 1899.)
- Howell - Thomas Jefferson Howell (1842. – 1912.)
- H.O.Yates - Harris Oliver Yates (1934.)
- H.Perrier - Joseph Marie Henry Alfred Perrier de la Bâthie (1873. – 1958.)
- H.P.Fuchs - Hans Peter Fuchs (1928. – 1999.)
- H.Rob. - Harold E. Robinson (1932.)
- H.Rock - Howard Francis Leonard Rock (1925. – 1964.)
- H.Sharsm. - Helen Katherine Sharsmith (1905. – 1982.)
- H.S.Irwin - Howard Samuel Irwin (1928.)
- H.St.John - Harold St. John (1892. – 1991.)
- Hu - Hsen Hsu Hu (1894. – 1968.)
- Huds. - William Hudson (1730. – 1793.)
- Hügel - Karl Alexander Anselm von Hügel (1794. – 1870.)
- Hultén - Oskar Eric Gunnar Hultén (1894. – 1981.)
- Humb. - Friedrich Wilhelm Heinrich Alexander von Humboldt (1769. – 1859.)
- Hurus. - Isao Hurusawa (1916.)
- Husn. - Pierre Tranquille Husnot (1840. – 1929.)
- Hutch. - John Hutchinson (1884. – 1972.)
- H.Vilm. - Charles Philippe Henry Lévêque de Vilmorin (1843. – 1899.)
- H.Wendl. - Hermann Wendland (1825. – 1903.)

## I
- I.G.Stone - Ilma Grace Stone (1913. – 2001.)
- Imbach - Emil J. Imbach (1897. – 1970.)
- I.M.Johnst. - Ivan Murray Johnston (1898. – 1960.)
- Inoue - Inoue Hiroshi (1932. – 1989.)
- Irwin - James Bruce Irwin (1921.)
- Isaac - Frances Margaret Leighton (kasnije: Isaac) (1909.)
- Ives - Joseph Christmas Ives (1828. – 1868.)

## J
- Jackson  - Raymond Carl Jackson (1928. – 2008.)
- Jacq. - Nikolaus Joseph von Jacquin (1727. – 1817.)
- Jacques - Henri Antoine Jacques (1782. – 1866.)
- J.Agardh - Jacob Georg Agardh (1813. – 1901.)
- Jalal - Jeewan Singh Jalal (1979.–)
- Jameson - William Jameson (1796. – 1873.)
- Janch. - Erwin Emil Alfred Janchen (1882. – 1970.)
- Jancz. - Edward Janczewski (1846. – 1918.)
- Janse - Johannes Albertus Janse (1911. – 1977.)
- J.A.Schmidt - Johan Anton Schmidt (1823.–1905.)
- Játiva - Carlos D. Játiva (fl. 1963.)
- J.Bauhin - Johann Bauhin (1541. – 1613.)
- J.Buchholz - John Theodore Buchholz (1888. – 1951.)
- J.B.Gillett - Jan Bevington Gillett (1911. – 1995.)
- J.B.Nelson - John B. Nelson (1951.)
- J.B.Rohr - Julius Bernard von Röhr (1686. – 1742.)
- J.Carey - John Carey (1797. – 1880.)
- J.C.Gomes - José Corrêa Gomes mlađi (1919. – 1965.)
- J.C.Siqueira - Josafá Carlos de Siqueira (1953.)
- J.C.Wendl. - Johann Christoph Wendland (1755. – 1828.)
- J.D.Ray - James Davis Ray mlađi (1918.)
- J.Drumm. - James Drummond (1784. – 1863.)
- J.D.Sauer - Jonathan Deininger Sauer (1918.)
- Jefferies - R.L.Jefferies (fl. 1987.)
- J.E.Lange - Jakob Emanuel Lange (1864. – 1941.)
- J.Ellis - John Ellis (1710. – 1776.)
- Jeps. - Willis Linn Jepson (1867. – 1946.)
- Jess. - Karl Friedrich Wilhelm Jessen (1821. – 1889.)
- J.F.Bailey - John Frederick Bailey (1866. – 1938.)
- J.F.Gmel. - Johann Friedrich Gmelin (1748. – 1804.)
- J.-F.Leroy - Jean-François Leroy (1915. – 1999.)
- J.F.Macbr. - James Francis Macbride (1892. – 1976.)
- J.Houz. - Jean Houzeau de Lehaie (1867. – 1959.)
- J.Gay - Jacques Etienne Gay (1786. – 1864.)
- J.Gerard - John Gerard (1545. – 1612.)
- J.G.Gmel. - Johann Georg Gmelin (1709. – 1755.)
- J.G.Sm. - Jared Gage Smith (1866. – 1925.)
- J.H.Adam - J. H. Adam (1956.)
- J.J.Sm. - Johannes Jacobus Smith (1867. – 1947.)
- J.Koenig - Johann Gerhard Koenig (1728. – 1785.)
- J.Lachm. - Johannes Lachmann (1832. – 1860.)
- J.Léonard - Jean Joseph Gustave Léonard (1920.)
- J.L.Gentry - Johnnie Lee Gentry (1939.)
- J.MacGill. - John MacGillivray (1822. – 1867.)
- J.Martyn - John Martyn (1699. – 1768.)
- J.M.Black - John McConnell Black (1855. – 1951.)
- J.M.Coult. - John Merle Coulter (1851. – 1928.)
- J.M.C.Rich. - Jean Michel Claude Richard (1787. – 1868.)
- J.M.MacDougal - John M. MacDougal (1954.)
- J.M.Schopf - James Morton Schopf (1911. – 1978.)
- J.M.Webber - John Milton Webber (1897., nadnevak smrti nepoznat)
- Jongkind - Carel Christiaan Hugo Jongkind (1954.)
- Jord. - Claude Thomas Alexis Jordan (1814. – 1897.)
- J.Presl - Jan Svatopluk Presl (1791. – 1849.)
- J.Rémy - Jules Rémy (Ezechiel Jules Rémy, 1826. – 1893.)
- J.R.Forst. - Johann Reinhold Forster (1729. – 1798.)
- J.St.-Hil. - Jean Henri Jaume Saint-Hilaire (1772. – 1845.)
- Jum. - Henri Lucien Jumelle (1886. – 1935.)
- Juss. - Antoine Laurent de Jussieu (1748. – 1836.)
- J.W.Mast. - John William Masters (1792. – 1873.)
- J.W.Robbins - James Watson Robbins (1801. – 1879.)
- J.W.Weinm. - Johann Wilhelm Weinmann (1683. – 1741.)
- J.Woods - Joseph Woods mlađi (1776. – 1864.)
- J.Zahlbr. - Johann Baptist Zahlbruckner (1782. – 1851.)

## K
- Kaempf. - Engelbert Kaempfer (1651. – 1716.)
- Kalchbr. - Károly Kalchbrenner (1807. – 1886.)
- Kalkman - Cornelis Kalkman (1928. – 1998.)
- Kalm - Pehr Kalm (1716. – 1779.)
- Kartesz - John T. Kartesz (fl. 1990.)
- Kasper - Andrew Edward Kasper (1942.)
- K.Bremer - Kåre Bremer (1948.)
- Kearney - Thomas Henry Kearney (1874. – 1956.)
- Keck - Karl Keck (1825. – 1894.)
- Keener - Carl Samuel Keener (1931.)
- R.Keller - Robert Keller (1854. – 1939.)
- Kellerm. - William Ashbrook Kellerman (1. svibnja 1850. – 1908.)
- Kellogg - Albert Kellogg (1813. – 1887.)
- Kenrick - Paul Kenrick (fl. 1999.)
- Ker Gawl. - John Bellenden Ker Gawler (1764. – 1842.)
- Kerguélen - Michel François-Jacques Kerguélen (1928.)
- K.Hoffm. - Käthe Hoffmann (1883. – 1931.)
- Kidst. - Robert Kidston (1852. – 1924.)
- Killip - Ellsworth Paine Killip (1890. – 1968.)
- King - George King (1840. – 1909.)
- Kingdon-Ward - Frank Kingdon-Ward (1885. – 1958.)
- Kirchn. - Emil Otto Oskar von Kirchner (1851. – 1925.)
- Kirk - Thomas Kirk (1828. – 1898.)
- Kit. - Pál Kitaibel (1757. – 1817.)
- Kitt. - Martin Baldwin Kittel (1798. – 1885.)
- Kit Tan - Kit Tan (1953.)
- Kjellm. - Frans Reinhold Kjellman (1846. – 1907.)
- K.Koch - Karl Heinrich Emil Koch (1809. – 1879.)
- K.Krause - Kurt Krause (1883. – 1963.)
- K.Larsen - Kai Larsen (1926.)
- Klatt - Friedrich Wilhelm Klatt (1825. – 1897.)
- Klotzsch - Johann Friedrich Klotzsch (1805. – 1860.)
- K.Müll.bis - Kai Müller (1975.)
- Kneuck. - Johann Andreas Kneucker (1862. – 1946.)
- Koch - Johann Friedrich Wilhelm Koch (1759. – 1831.)
- Koehne - Bernhard Adalbert Emil Koehne (1848. – 1918.)
- Koeler - Georg Ludwig Koeler (1765. – 1807.)
- Koelle - Johann Ludwig Christian Koelle (1763. – 1797.)
- Koidz. - Gen-ichi Koidzumi (1883. – 1953.)
- Kom. - Vladimir Leontjevič Komarov (1869. – 1945.)
- Koopmann - Karl Koopmann (fl. 1879. – 1900.)
- Korth. - Pieter Willem Korthals (1807. – 1892.)
- Kosterm. - André Joseph Guillaume Henri Kostermans (1907. – 1994.)
- Kotov - Mikhail Ivanovich Kotov (1896. – 1978.)
- Kotschy - Carl Georg Theodor Kotschy (1813. – 1866.)
- K.Pearce - fl. 1934.
- Kraenzl. - Friedrich Wilhelm Ludwig Kraenzlin (1847. – 1934.)
- Krajina - Vladimir Joseph Krajina (1905. – 1993.)
- Kral - Robert Kral (1926.)
- Krapov. - Antonio Krapovickas (1921.)
- Krause - Johann Wilhelm Krause (1764. – 1842.)
- Kräusel - Richard Oswald Karl Kräusel (1890. – 1966.)
- Krock. - Anton Johann Krocker (1744. – 1823.)
- Krombh. - Julius Vincenz von Krombholz (1782. – 1843.)
- Krosnick - Shawn E. Krosnick (1978.)
- Krüssm. - Johann Gerd Krüssmann (1910. – 1980.)
- K.Schum. - Karl Moritz Schumann (1851. – 1904.)
- Kubitzki - Klaus Kubitzki (1933.)
- Kudô - Yûshun Kudô (1887. – 1932.)
- Kuhlm. - João Geraldo Kuhlmann (1882. – 1958.)
- Kuhn - Friedrich Adalbert Maximilian Kuhn (1842. – 1894.)
- Kük. - Georg Kükenthal (1864. – 1955.)
- Kumar - Pankaj Kumar (1975. - )
- Kunth - Carl Sigismund Kunth (1788. – 1850.)
- Kuntze - Carl Ernst Otto Kuntze (1843. – 1907.)
- Kunze - Gustav Kunze (1793. – 1851.)
- Kuprian. - Ljudmila Andrejevna Kuprijanova (1914. – 1987.)
- Kurz - Wilhelm Sulpiz Kurz (1834. – 1878.)
- Kze.  - Gustav Kunze (1793. – 1851.)

## L
- L. - Carolus Linnaeus (1707. – 1778.)
- Labill. - Jacques Labillardière (1755. – 1834.)
- La Duke - John C. La Duke (1950.)
- La Llave - Pablo de La Llave (1773. – 1833.)
- Laest. - Lars Levi Laestadius (1800. – 1861.)
- Lag. - Mariano Lagasca y Segura (1776. – 1839.)
- Lakela - Olga Korhoven Lakela (1890. – 1980.)
- Lam. - Jean-Baptiste Lamarck (1744. – 1829.)
- Lamb. - Aylmer Bourke Lambert (1761. – 1842.)
- Lancaster - Roy Lancaster (1937.)
- Landolt - Elias Landolt (1926.)
- Landrum - Leslie R. Landrum (1946.)
- Lange - Johan Martin Christian Lange (1818. – 1898.)
- Latourr. - Marc Antoine Louis Claret de Latourrette (1729. – 1823.)
- Lavallée - Pierre Alphonse Martin Lavallée (1836. – 1884.)
- Lavrent. - Georgios Lavrentiades (1920.)
- Lawson - George Lawson (1827. – 1895.)
- Laxm. - Erich G. Laxmann (1737. – 1796.)
- Layens - Georges de Layens (1834. – 1897.)
- L.Borgen - Liv Borgen (1943.)
- L.B.Sm. - Lyman Bradford Smith (1904. – 1997.)
- L.C.Wheeler - Louis Cutter Wheeler (1910. – 1980.)
- L.D.Pryor - Lindsay Pryor (1915. – 1998.)
- Leandri - Jacques Désiré Leandri (1903. – 1982.)
- Leavenw. - Melines Conklin Leavenworth (1796. – 1832.)
- Lecomte - Paul Henri Lecomte (1856. – 1934.)
- Leconte - John (Eatton) Leconte (1784. – 1860.)
- Lecoq - Henri Lecoq (1802. – 1871.)
- Ledeb. - Carl Friedrich von Ledebour (1785. – 1851.)
- Leenh. - Pieter Willem Leenhouts (1926. – 2004.)
- Lehm. - Johann Georg Christian Lehmann (1792. – 1860.)
- Lej. - Alexandre Louis Simon Lejeune (1779. – 1858.)
- Lellinger - David B. Lellinger (1937.)
- Lelong - Michel G. Lelong (1932.)
- Lem. - Charles Antoine Lemaire (1800. – 1871.)
- Le Maout - Jean Emmanuel Maurice Le Maout (1799. – 1877.)
- Lemoine - (Pierre Louis) Victor Lemoine (1823. – 1911.)
- León - Frère León (1871. – 1955.)
- L.E.Navas - Luisa Eugenia Navas (1918.)
- Leroy - Andre Leroy (1801. – 1875.)
- Les - Donald H. Les (1954.)
- Lesch. - Jean Baptiste Leschenault de la Tour (1773. – 1826.)
- Less. - Christian Friedrich Lessing (1809. – 1862.)
- Levyns - Margaret Rutherford Bryan Levyns (1890. – 1975.)
- Lewis - Meriwether Lewis (1774. – 1809.)
- Leyss. - Friedrich Wilhelm von Leysser (1731. – 1815.)
- L.f. - Carolus Linnaeus mlađi (1741. – 1783.)
- L.Fuchs - Leonhart Fuchs (1501. – 1566.)
- L.H.Bailey - Liberty Hyde Bailey (1858. – 1954.)
- L.Henry - Louis Henry (1853. – 1903.)
- L'Hér. - Charles Louis L'Héritier de Brutelle (1746. – 1800.)
- L.H.Dewey - Lyster Hoxie Dewey (1865. – 1944.)
- Liais - Emmanuel Liais (1826. – 1900.)
- Liebl. - Franz Kaspar Lieblein (1744. – 1810.)
- Liebm. - Frederik Michael Liebmann (1813. – 1856.)
- Lightf. - John Lightfoot FRS (1735. – 1788.)
- Lindau - Gustav Lindau (1866. – 1923.)
- Lindl. - John Lindley (1799. – 1865.)
- Linden - Jean Jules Linden (1817. – 1898.)
- Lindm. - Carl Axel Magnus Lindman (1856. – 1928.)
- Lindq. - Sven Bertil Gunvald Lindquist (1904. – 1963.)
- Link - Johann Heinrich Friedrich Link (1767. – 1851.)
- Lipsky - Volodimir Ipolitovič Lipski (1863. – 1937.)
- Litv. - Dmitrij Ivanovič Litvinov (1854. – 1929.)
- L.K.Fu - Li-kuo Fu (1934.)
- L.M.Perry - Lily May Perry (1895. – 1992.)
- Lodd. - Joachim Conrad Loddiges (1738. – 1826.)
- Loefl. - Pehr Loefling (1729. – 1756.)
- Loes. - Ludwig Eduard Theodor Loesener (1865. – 1941.)
- Loisel. - Jean Louis August Loiseleur-Deslongchamps (1774. – 1849.)
- Lombardi - Julio Antonio Lombardi (1961.)
- Lönnrot - Elias Lönnrot (1802. – 1884.)
- Lotsy - Johannes Paulus Lotsy (1867. – 1931.)
- Lott - Henry J. Lott (fl. 1938.)
- Loudon - John Claudius Loudon (1783. – 1843.)
- Lounsb. - Alice Lounsberry (1872. – 1949.)
- Lour. - João de Loureiro (1717. – 1791.)
- L.Späth - Franz Ludwig Späth (1839. – 1913.)
- L.T.Lu - Ling Ti Lu (1930.)
- Luer - Carlyle A. Luer (1922.)
- Lundell - Cyrus Longworth Lundell (1907. – 1994.)
- Lunell - Joël Lunell (1851. – 1920.)
- Lye - Kaare Arnstein Lye (1940.)
- Lyons - Israel Lyons (1739. – 1775.)

## M
- Ma - Yu Chuan Ma (1916.)
- Maack - Richard Maack (1825. – 1886.)
- Maas - Paulus Johannes Maria Maas (1939.)
- Mabb. - David Mabberley (1948.)
- Macfarl. - John Muirhead Macfarlane (1855. – 1943.)
- Mack. - Kenneth Kent Mackenzie (1877. – 1934.)
- M.A.Clem. - Mark Alwin Clements (1949.)
- MacMill. - Conway MacMillan (1867. – 1929.)
- Macoun - John Macoun (1831. – 1920.)
- M.A.Curtis - Moses Ashley Curtis (1808. – 187.)
- Mägd. - Karl Mägdefrau (1907. – 1999.)
- Magnol - Pierre Magnol (1638. – 1715.)
- Magnus - Paul Wilhelm Magnus (1844. – 1914.)
- Maiden - Joseph Maiden (1859. – 1925.)
- Makino - Tomitaro Makino (1862. – 1957.)
- M.Allemão - Manoel Allemão (umro 1863.)
- Malme - Gustaf Oskar Andersson Malme (1864. – 1937.)
- Maranta - Bartolomeo Maranta (umro 1571.)
- Marchal - Élie Marchal (1839. – 1923.)
- Marchand - Nestor Léon Marchand (1833. – 1911.)
- Marcks - Brian Marcks (fl. 1974.)
- Marloth - Hermann Wilhelm Rudolf Marloth (1855. – 1931.)
- Marshall - Humphry Marshall (1722. – 1801.)
- Mart. - Carl Friedrich Philipp von Martius (1794. – 1868.)
- Mart.-Laborde - Jaun B. Martinez-Laborde (fl. 1980.–1999.)
- Martinov - Ivan Ivanovič Martynov (1771. – 1833.?)
- Masam. - Genkei Masamune (1899. – 1993.)
- Masson - Francis Masson (1741. – 1805.)
- Mast. - Maxwell T. Masters (1833. – 1907.)
- Mathias - Mildred Esther Mathias (1906. – 1995.)
- Mathieu - Charles Marie Joseph Mathieu (1791. – 1873.)
- Matsum. - Jinzô Matsumura (1856. – 1928.)
- Matt. - Heinrich Gottfried von Mattuschka (1734. – 1779.)
- Mattf. - Johannes Mattfeld (1895. – 1951.)
- Matthew - George Frederick Matthew (1837. – 1923.)
- Mattox - Karl R. Mattox (1936.)
- Maxim. - Carl Maximowicz (1827. – 1891.)
- Maxon - William Ralph Maxon (1877. – 1948.)
- Maxwell - T. C. Maxwell (1822. – 1908.)
- M.B.Schwarz - Marie Beatrice Schol-Schwarz (1898. – 1969.)
- M.Bieb. - Friedrich August Marschall von Bieberstein (1768. – 1826.)
- M.Broun - Maurice Broun (1906.)
- McCoy - Frederick McCoy (1817. – 1899.)
- McGill. - Donald McGillivray (1935.)
- McGregor - Ronald Leighton McGregor (1919.)
- McIlv. - Charles McIlvaine (1840. – 1909.)
- M.C.Johnst. - Marshall Conring Johnston (1930.)
- McKinney - Harold Hall McKinney (1889.)
- McVaugh - Rogers McVaugh (1909.)
- Medik. - Friedrich Kasimir Medikus (1736. – 1808.)
- Meerb. - Nicolaas Meerburgh (1734. – 1814.)
- Meerow  - Alan W. Meerow (1952.)
- Meijer - Willem Meijer (1923. – 200.)
- Meikle - Robert Desmond Meikle (1923.)
- Meinecke - Johann Ludwig Georg Meinecke (1721. – 1823.)
- Meisn. - Carl Daniel Friedrich Meissner (1800. – 1874.)
- M.E.Jones - Marcus Eugene Jones (1852. – 1934.)
- Melch. - Hans Melchior (1894. – 1984.)
- Melville - Ronald Melville (1903. – 1985.)
- Melvin - Norman C. Melvin, III (fl. 1975.)
- Mendel - Gregor Mendel (1822. – 1884.)
- Menezes - Carlos Azevedo de Menezes (1863. – 1928.)
- Mennega - Alberta Maria Wilhelmina Mennega (1912.)
- Menzies - Archibald Menzies (1754. – 1842.)
- Mérat - François Victor Mérat de Vaumartoise (1780. – 1851.)
- Mereschk. - Konstantin Mereshkovski (1855. – 1921.)
- Merr. - Elmer Drew Merrill (1876. – 1956.)
- Mert. - Franz Carl Mertens (1764. – 1831.)
- Mett. - Georg Heinrich Mettenius (1823. – 1866.)
- Meyen - Franz Julius Ferdinand Meyen (1804. – 1840.)
- Mez - Carl Christian Mez (1866. – 1944.)
- M.F.Fay - Michael Francis Fay (1960.)
- M.Gómez - Manuel Gómez de la Maya y Jiménez (1867. – 1916.)
- M.Hopkins - Milton Hopkins (1906.)
- Micevski - Kiril Micevski or Mitzevski (1926. – 2002.)
- Micheli - Marc Micheli (1844. – 1902.)
- Michx. - André Michaux (1746. – 1803.)
- Miers - John Miers (1789. – 1879.)
- Milde - Carl August Julius Milde (1824. – 1871.)
- Mill. - Philip Miller (1691. – 1771.)
- Millais - John Guille Millais (1865. – 1931.)
- Millsp. - Charles Frederick Millspaugh (1854. – 1923.)
- Milne-Redh. - Edgar Wolston Bertram Handsley Milne-Redhead (1906. – 1996.)
- Miq. - Friedrich Anton Wilhelm Miquel (1811. – 1871.)
- Mirb. - Charles-François Brisseau de Mirbel (1776. – 1854.)
- Mitch. - John Mitchell (1711. – 1768.)
- M.Kato - Masahiro Kato (1946.)
- M.Martens - Martin Martens (1797. – 1863.)
- Moc. - José Mariano Mociño (1757. – 1820.)
- Moench - Conrad Moench (1744. – 1805.)
- Moestrup - Øjvind Moestrup (1941.)
- Moggi - Guido Moggi
- Mohl - Hugo von Mohl (1805. – 1872.)
- Mohlenbr. - Robert H. Mohlenbrock (1931.)
- Möhring - Paul Heinrich Gerhard Möhring (1710. – 1792.)
- Moldenke - Harold Norman Moldenke (1909.)
- Molina - Juan Ignacio Molina (1737–1829.)
- Monnard - Jean Pierre Monnard (1791., nadnevak smrti nepoznat)
- Mont. - Jean Pierre François Camille Montagne (1784. – 1866.)
- Moore - David Moore (1808. – 1879.)
- Moq. - Christian Horace Bénédict Alfred Moquin-Tandon (1804. – 1863.)
- Moretti - Giuseppi L. Moretti (1782. – 1853.)
- Moris - Giuseppe Giacinto Moris (1796. – 1869.)
- Morison - Robert Morison (1620. – 1683.)
- Morong - Thomas Morong (1827. – 1894.)
- Moss - Charles Edward Moss (1872. – 1930.)
- Mottet - Seraphin Joseph Mottet (1861. – 1930.)
- M.R.Davis - M. R. Davis (fl. 1969.)
- M.Roem. - Max Joseph Roemer (1791. – 1849.)
- M.S.Baker - Milo Samuel Baker (1868. – 1961.)
- M.T.Strong - Mark Tuthill Strong (1954.)
- Muhl. - Gotthilf Heinrich Ernst Muhlenberg (1753. – 1815.)
- Müll.Arg. - Johannes Müller Argoviensis (1828. – 1896.)
- Müll.-Thurg. - Hermann Müller (1850. – 1927.)
- Münchh. - Otto von Münchhausen (1716. – 1774.)
- Munz - Philip Alexander Munz (1892. – 1974.)
- Murb. - Svante Samuel Murbeck (1859. – 1946.)
- Murdock - Andrew G. Murdock
- Murray - Johan Andreas Murray (1740. – 1791.)
- Mutis - José Celestino Bruno Mutis (1732. – 1808.)
- M.W.Chase - Mark Wayne Chase (1951.)

## N
- Naczi - Robert Francis Cox Naczi (1963.)
- Nägeli - Karl Wilhelm von Nägeli (1817. – 1891.)
- Nakai - Takenoshin Nakai (1882. – 1952.)
- Nash - George Valentine Nash (1864. – 1921.)
- Naudin - Charles Victor Naudin (1815. – 1899.)
- N.E.Br. - Nicholas Edward Brown (1849. – 1934.)
- Neck. - Noel Martin Joseph de Necker (1730. – 1793.)
- Née - Luis Née (floruit 1734. – 1801.)
- Nees - Christian Gottfried Daniel Nees von Esenbeck (1776. – 1858.)
- Neger - Franz Wilhelm Neger (1868. – 1923.)
- N.E.Gray - Netta Elizabeth Gray (1913. – 1970.)
- Ness - Helge Ness (1861. – 1928.)
- Neubert - Wilhelm Neubert (1808. – 1905.)
- Nevski - Sergej Arsenjevič Nevski (1908. – 1938.)
- Newman - Edward Newman (1801. – 1876.)
- N.H.F.Desp. - Narcisse Henri François Desportes (1776. – 1856.)
- N.H.Holmgren - Noel Herman Holmgren (1937.)
- Nichols - George Elwood Nichols (1882. – 1939.)
- Nicolson - Dan Henry Nicolson (1933.)
- Nied. - Franz Josef Niedenzu (1857. – 1937.)
- Nieuwl. - Julius Aloysius Arthur Nieuwland (1878. – 1936.)
- Nikitin - Sergej Nikolajevič Nikitin (1850.–1909.)
- Nob.Tanaka - Nobuyuki Tanaka (floruit 2000.)
- Nodder - Frederick Polydore Nodder (floruit 1770. – 1800.)
- Noot. - Hans Peter Nooteboom (1934.)
- Nordm. - Alexander von Nordmann (1803. – 1866.)
- Noronha - Francisco Noronha (1748. – 1788.)
- Norton - John Bitting Smith Norton (1872. – 1966.)
- N.Robson - Norman Keith Bonner Robson (1928.)
- N.T.Burb. - Nancy Tyson Burbidge (1912. – 1977.)
- Nutt. - Thomas Nuttall (1786. – 1859.)
- Nyár. - Erasmus Julius Nyárády (1881. – 1966.)

## O
- Oakes - William Oakes (1799. – 1848.)
- O.Berg - Otto Karl Berg (1815. – 1866.)
- O.Deg. - Otto Degener (1899. – 1988.)
- Oeder - Georg Christian Oeder (1728. – 1791.)
- Oerst. - Anders Sandoe Ørsted (1816. – 1872.)
- O.E.Schulz - Otto Eugen Schulz (1874. – 1936.)
- O.F.Cook - Orator F. Cook (1867. – 1949.)
- O.F.Müll. - Otto Friedrich Müller (1730. – 1784.)
- O.Hoffm. - Karl August Otto Hoffmann (1853. – 1909.)
- Ohwi - Jisaburo Ohwi (1905. – 1977.)
- Oldenl. - Henrik Bernard Oldenland (oko 1663. – 1699.)
- Oliv. - Daniel Oliver (1830. – 1916.)
- Olney - Stephen Thayer Olney (1812. – 1878.)
- Opiz - Philipp Maximilian Opiz (1787. – 1858.)
- Ortega - Casimiro Gómez Ortega (1740. – 1818.)
- Ostenf. - Carl Hansen Ostenfeld (1873. – 1931.)
- Otth - Carl Adolf Otth (1803. – 1839.)
- Otto - Christoph Friedrich Otto (1783. – 1856.)
- Oudejans - Robertus Cornelis Hilarius Maria Oudejans (1943.)

## P
- Paine - John Alsop Paine (1840. – 1912.)
- Pall. - Peter Simon von Pallas (1741. – 1811.)
- Palla - Eduard Palla (1864. – 1922.)
- Palmer - Edward Palmer (1829. – 1911.)
- Pančić - Josip Pančić (1814. – 1888.)
- Panero - José L. Panero (1959.)
- Panz. - Georg Wolfgang Franz Panzer (1755. – 1829.)
- Papan. - Konstantinos Papanicolaou (1947.)
- Parl. - Filippo Parlatore (1816. – 1877.)
- Parry - Charles Christopher Parry (1823. – 1890.)
- Pascher - Adolf Pascher (1881. – 1945.)
- Pat. - Narcisse Théophile Patouillard (1854. – 1926.)
- Paterson - William Paterson (1755. – 1810.)
- Patrin - Eugène Louis Melchior Patrin (1742. – 1815.)
- Pau - Carlos Pau (1857.–1937.)
- Paulsen - Ove Paulsen (1874. – 1947.)
- Paunero - Elena Paunero Ruiz (1906.)
- Pav. - José Antonio Pavón Jiménez (1754. – 1844.)
- Pavol. - Angiolo Ferdinando Pavolini
- Pax - Ferdinand Albin Pax (1858. – 1942.)
- Paxton - Joseph Paxton (1803. – 1865.)
- P.B.Adams - P. B. Adams (fl. 1978.)
- P.Beauv. - Ambroise Marie François Joseph Palisot de Beauvois (1752. – 1820.)
- P.Browne - Patrick Browne (1720. – 1790.)
- Peattie - Donald C. Peattie (1898. – 1964.)
- P.E.Berry - Paul Edward Berry (1952.)
- Pearce - v. K.Pearce - fl. 1934.[6]
- Peck - Charles Horton Peck (1833. – 1917.)
- Pedersen - Troels Myndel Pedersen (1916. – 2000.)
- Pedley - Leslie Pedley (1930.)
- Pellegr. - François Pellegrin (1881. – 1965.)
- Pelser - Pieter B. Pelser (fl. 2005.)
- Penh. - Davis Pearce Penhallow (1854. – 1910.)
- Penn. - Leigh Humboldt Pennington (1877. – 1929.)
- Pennant - Thomas Pennant (1726. – 1798.)
- Pennell - Francis Whittier Pennell (1886. – 1952.)
- Pépin - Pierre Denis Pépin (oko 1802. – 1876.)
- Perkins - Janet Russell Perkins (1853. – 1933.)
- Perleb - Karl Julius Perleb (1794. – 1845.)
- Perr. - George Samuel Perrottet (1793. – 1870.)
- Perrine - Henry Perrine (1797. – 1840.)
- Pers. - Christiaan Hendrik Persoon (1761. – 1836.)
- Peter - (Gustav) Albert Peter (1853. – 1937.)
- Petr. - Franz Petrak (1886. – 1973.)
- Petrov - Vsevolod Aleksejevič Petrov (1896. – 1955.)
- Petz. - Carl Edward Adolph Petzold (1815. – 1891.)
- Peyr. - Johann Joseph Peyritsch (1835. – 1889.)
- Pfeff. - Wilhelm Pfeffer (1845. – 1920.)
- P.Gaertn. - Philipp Gottfried Gaertner (1754. – 1825.)
- P.H.Allen - Paul H. Allen (1911. – 1963.)
- Phil. - Rodolfo Amando Philippi (1808. – 1904.)
- Philcox - David Philcox (1926.)
- Phillippe - Loy R. Phillippe (fl. 1989.)
- P.H.Raven - Peter Hamilton Raven (1936.)
- Pichon - Marcel Pichon (1921. – 1954.)
- Pickett - Fermen Layton Pickett (1881. – 1940.)
- Pic.Serm. - Rodolfo Emilio Giuseppe Pichi Sermolli (1912. – 2005.)
- Pilg. - Robert Knud Friedrich Pilger (1876. – 1953.)
- Piper - Charles Vancouver Piper (1867. – 1926.)
- Piré - Louis Alexandre Henri Joseph Piré (1827. – 1887.)
- Pires - João Murça Pires (1916. – 1994.)
- Pires-O'Brien - Maria Joaquina Pires-O'Brien (fl. 1992.)
- Pirotta - Pietro Romualdo Pirotta (1853. – 1936.)
- Pittier - Henri François Pittier (1857. – 1950.)
- P.J.Bergius - Peter Jonias Bergius (1730. – 1790.)
- P.Jørg. - Peter Møller Jørgensen (1958.)
- P.J.Müll. - Philipp Jakob Müller (1832. – 1889.)
- P.Karst. - Petter Adolf Karsten (1834. – 1917.)
- P.K.Endress - Peter Karl Endress (1942.)
- P.K.Holmgren - Patricia Kern Holmgren (1940.)
- P.Kumm. - Paul Kummer (1834. – 1912.)
- Planch. - Jules Émile Planchon (1823. – 1888.)
- Plum. - Charles Plumier (1646. – 1704.)
- Pocock - Mary Agard Pocock (1886. – 1977.)
- Podp. - Josef Podpera (1878. – 1954.)
- Poederlé - Eugene Josef Charles Gilain Hubert d'Olmen Poederlé (1742. – 1813.)
- Poepp. - Eduard Friedrich Poeppig (1798. – 1868.)
- Poggenb. - Justus Ferdinand Poggenburg I (1840. – 1893.)
- Pohl - Johann Baptist Emanuel Pohl (1782. – 1834.)
- Poir. - Jean Louis Marie Poiret (1755. – 1834.)
- Poit. - Pierre Antoine Poiteau (1766. – 1854.)
- Pojark. - Antonina Ivanovna Pojarkova (1897. – 1980.)
- Polatschek - Adolf Polatschek (1932.)
- Pollard - Charles Louis Pollard (1872. – 1945.)
- Pollich - Johan Adam Pollich (1740. – 1780.)
- Pollock - James Barklay Pollock (1863. – 1934.)
- Porter - Thomas Conrad Porter (1822. – 1901.)
- Posp. - Eduard Pospichal (1838. – 1905.)
- Post - George Edward Post (1838. – 1909.)
- Prantl - Karl Anton Eugen Prantl (1849. – 1893.)
- Pringsh. - Nathanael Pringsheim (1823. – 1894.)
- Pritz. - George August Pritzel (1815. – 1874.)
- P.R.O.Bally - Peter René Oscar Bally (1895. – 1980.)
- Profice - Sheila Regina Profice (1948.)
- Prokh. - Jaroslav Ivanovič Prohanov (1902. – 1964.)
- Prosk. - Johannes Max Proskauer (1923. – 1970.)
- P.Royen - Pieter van Royen (1923. – 2002.)
- Pryer - Kathleen M. Pryer (fl. 1989.)
- P.S.Ashton - Peter Shaw Ashton (1934.)
- P.Selby - Prideaux John Selby (1788. – 1867.)
- P.S.Green - Peter Shaw Green (1920.)
- P.S.Wyse Jacks. - Peter Wyse Jackson (1955.)
- P.Taylor - Peter Taylor (1926.)
- P.T.Li - Ping Tao Li (1936.)
- Purdom - William Purdom (1880. – 1921.)
- Pursh - Frederick Traugott Pursh (1774. – 1820.)
- Putz. - Jules Putzeys (1809. – 1882.)
- P.W.Ball - Peter William Ball (1932.)
- Pynaert - Edouard-Christophe Pynaert (1835. – 1900.)

## Q
- Quél. - Lucien Quélet (1832. – 1899.)

## R
- Rach - Louis Theodor Rach (1821. – 1859.)
- Radcl.-Sm. - Alan Radcliffe-Smith (1938. – 2007.)
- Raddi - Giuseppe Raddi (1770. – 1829.)
- Raderm. - Jacob Cornelis Matthieu Radermacher (1741. – 1783.)
- Radford - Albert Ernest Radford (1918. – 2006.)
- Radlk. - Ludwig Adolph Timotheus Radlkofer (1829. – 1927.)
- R.A.Dyer - Robert Allen Dyer (1900. – 1987.)
- Raeusch. - Ernst Adolf Raeuschel (fl. 1772. – 1797.)
- Raf. - Constantine Samuel Rafinesque-Schmaltz (1783. – 184.)
- Rafn - Carl Gottlob Rafn (1769. – 1808.)
- R.A.Howard - Richard Alden Howard (1917. – 2003.)
- Raim. - Rudolph Raimann (1863. – 1896.)
- Raimondo - Francesco Maria Raimondo
- Ralfs - John Ralfs (1807. – 1890.)
- Ramond - Louis Ramond de Carbonnières (1755. – 1827.)
- Raoul - Etienne Fiacre Louis Raoul (1815. – 1852.)
- Rands - Robert Delafield Rands (1890. – 1970.)
- Rattan - Volney Rattan (1840. – 1915.)
- Rauh - Werner Rauh (1913. – 2000.)
- Raunk. - Christen C. Raunkiær (1860. – 1938.)
- Rauschert - Stephan Rauschert (1931. – 1986.)
- Rauwolff - Leonhard Rauwolf (1535. – 1596.)
- Raven - John Earle Raven (1914. – 1980.)
- Ravenna - Pierfelice Ravenna (1938.)
- R.A.W.Herrm. - Rudolf Albert Wolfgang Herrmann (1885., nadnevak smrti nepoznat)
- Ray - John Ray (1627. – 1705.)
- Raymond - Louis-Florent-Marcel Raymond (1915. – 1972.)
- Razaf. - A. Razafindratsira fl. (1987.)
- R.Bernal - Rodrigo Bernal (1959.)
- R.Br. - Robert Brown (1773. – 1858.)
- Rchb. - Heinrich Gottlieb Ludwig Reichenbach (1793. – 1879.)
- Rchb.f. - Heinrich Gustav Reichenbach (1824. – 1889.)
- R.C.Jacks. - Raymond Carl Jackson (1928.)
- R.C.Moran - Robbin C. Moran (fl. 1986.)
- R.Dahlgren - Rolf Martin Theodor Dahlgren (1932. – 1987.)
- Rech. - Karl Rechinger (1867. – 1952.)
- Rech.f. - Karl Heinz Rechinger (1906. – 1998.)
- Redouté - Pierre-Joseph Redouté (1759. – 1840.)
- R.E.Fr. - Robert Elias Fries (1876. – 1966.)
- Regel - Eduard August von Regel (1815. – 1892.)
- Rehder - Alfred Rehder (1863. – 1949.)
- Reichard - Johann Jacob Reichard (1743. – 1782.)
- Reinw. - Caspar Georg Carl Reinwardt (1773. – 1854.)
- Reissek - Siegfried Reisseck (1819. – 1871.)
- Rendle - Alfred Barton Rendle (1865. – 1938.)
- Req. - Esprit Requien (1788. – 1851.)
- Resv.-Holms. - Hanna Resvoll-Holmsen (1873. – 1943.)
- Resvoll - Thekla Resvoll (1871. – 1948.)
- Retz. - Anders Johan Retzius (1742. – 1821.)
- Reut. - George François Reuter (1805. – 1872.)
- Reveal - James Lauritz Reveal (1941.)
- R.Fern. - Rosette Mercedes Saraiva Batarda Fernandes (1916. – 2005.)
- Rhode - Johann Gottlieb Rhode (1762. – 1827.)
- Rich. - Louis Claude Marie Richard (1754. – 1821.)
- Richardson - John Richardson (1787. – 1865.)
- Richens - Richard Hook Richens (1919. – 1984.)
- Ricken - Adalbert Ricken (1851. – 1921.)
- Ricker - Percy Leroy Ricker (1878.–1973.)
- Riddell - John Leonard Riddell (1807. – 1865.)
- Ridl. - Henry Nicholas Ridley (1855. – 1956.)
- Ridsdale - Colin Ernest Ridsdale (1944.)
- Rivière - Marie Auguste Rivière (1821. – 1877.)
- Rizzini - Carlos Toledo Rizzini (1921.)
- R.J.Bayer - Randall James Bayer (1955.)
- R.Keller - Robert Keller (1854. – 1939.)
- R.K.Godfrey - Robert Kenneth Godfrey (1911. – 2000.)
- R.Knuth - Reinhard Gustav Paul Knuth (1874. – 1957.)
- R.M.Harper - Roland McMillan Harper (1878. – 1966.)
- R.M.King - Robert Merrill King (1930.)
- R.Morales - Ramón Morales Valverde (1950.)
- R.M.Patrick - Ruth Patrick (1907.)
- R.M.Schust. - Rudolf M. Schuster (1921.)
- Robbr. - Elmar Robbrecht (1946.)
- H.Rob. - Harold Ernest Robinson (1932.)
- Robyns - Frans Hubert Edouard Arthur Walter Robyns (1901. – 1986.)
- Rock - Joseph Rock (1884. – 1962.)
- Rodr. - José Demetrio Rodrígues (1780. – 1846.)
- Roem. - Johann Jakob Roemer (1763. – 1819.)
- Roezl - Benedikt Roezl (1823. – 1885.)
- Rogow. - Afanasij Semenovič Rogovič (1812. – 1878.)
- Röhl. - Johann Christoph Röhling (1757. – 1813.)
- Rohr - Julius Philip Benjamin von Röhr (1737. – 1793.)
- Rohrb. - Paul Rohrbach (1846. – 1871.)
- Rollins - Reed Clark Rollins (1911. – 1998.)
- Romagn. - Henri Romagnesi (1912. – 1999.)
- Romans - Bernard Romans (oko 1720. – 1784.)
- Rose - Joseph Nelson Rose (1862. – 1928.)
- Rostk. - Friedrich Wilhelm Gottlieb Theophil Rostkovius (1770. – 1848.)
- Rota - Lorenzo Rota (1819. – 1855.)
- Roth - Albrecht Wilhelm Roth (1757. – 1834.)
- Rothm. - Werner Hugo Paul Rothmaler (1908. – 1962.)
- Rottb. - Christen Friis Rottbøll (1727. – 1797.)
- Roxb. - William Roxburgh (1751. – 1815.)
- Roy L.Taylor - Roy L. Taylor (fl. 1965.)
- Royen - Adriaan van Royen (1704. – 1779.)
- Rozier - François Rozier (Jean-François) (1734. – 1793.)
- Royle - John Forbes Royle (1798. – 1858.)
- R.R.Haynes - Robert Ralph Haynes (1945.)
- R.R.Scott - Robert Robinson Scott (1827. – 1877.)
- R.S.Cowan - Richard Sumner Cowan (1921. – 1997.)
- R.T.Clausen - Robert Theodore Clausen (1911. – 1981.)
- Rudall - Paula J. Rudall (1954.)
- Rudge - Edward Rudge (1763. – 1846.)
- Ruiz - Hipólito Ruiz López (1754. – 1815.)
- Rumph. - Georg Eberhard Rumphius (1628. – 1702.)
- Rümpler - Karl Theodor Rümpler (1817. – 1891.)
- Rupr. - Franz Josef Ruprecht (1814. – 1870.)
- Rusby - Henry Hurd Rusby (1855. – 1940.)
- Rustan - Ovind H. Rustan (1954.)
- R.W.Darwin - Robert Waring Darwin of Elston (1724. – 1816.)
- Rydb. - Per Axel Rydberg (1860. – 1931.)

## S
- Sabine - Joseph Sabine (1770. – 1837.)
- Sacc. - Pier Andrea Saccardo (1845. – 1920.)
- Sachs - Julius von Sachs (1832. – 1897.)
- Saff. - William Edwin Safford (1859. – 1926.)
- Salisb. - Richard Anthony Salisbury (1761. – 1829.)
- Sandwith - Noel Yvri Sandwith (1901. – 1965.)
- S.A.Nikitin - S. A. Nikitin (fl. 1937.)
- Santin - Dionete Aparecida Santin (fl. 1991.)
- Sarg. - Charles Sprague Sargent (1841. – 1927.)
- Sart. - Giovanni Battista Sartorelli (1780. – 1853.)
- Sartwell - Henry Parker Sartwell (1792. – 1867.)
- Sauss. - Horace-Bénédict de Saussure (1740. – 1799.)
- Savi - Gaetano Savi (1769. – 1844.)
- Savigny - Marie Jules César Lélorgne de Savigny (1777. – 1851.)
- S.Carter - Susan Carter Holmes (1933.)
- Scharf - Uwe Scharf (1965.)
- Schauer - Johannes Conrad Schauer (1813. – 1848.)
- Sch.Bip. - Carl Heinrich 'Bipontinus' Schultz (1805. – 1867.)
- Scheele - George Heinrich Adolf Scheele (1808. – 1864.)
- Schelle - Ernst Schelle (1864. – 1945.)
- Schenk - Joseph August Schenk (1815. – 1891.)
- Scherb. - Johannes Scherbius (1769. – 1813.)
- Schiede - Christian Julius Wilhelm Schiede (1798. – 1836.)
- Schindl. - Anton Karl Schindler (1879. – 1964.)
- Schinz - Hans Schinz (1858. – 1941.)
- Schleid. - Matthias Jakob Schleiden (1804. – 1881.)
- Schltdl. - Diederich Franz Leonhard von Schlechtendal (1794. – 1866.)
- Schltr. - Rudolf Schlechter (1872. – 1925.)
- Schmalh. - Johannes Theodor Schmalhausen (1849. – 1894.)
- Schnizl. - Adalbert Carl Friedrich Hellwig Conrad Schnizlein (1814. – 1868.)
- Schöpf - Johann David Schoepf (1752. – 1800.)
- Schönl. - Johann Lucas Schönlein (1793. – 1864.)
- Schott - Heinrich Wilhelm Schott (1794. – 1865.)
- Schottky - Ernst Max Schottky (1888. – 1915.)
- Schousb. - Peder Kofod Anker Schousboe (1766. – 1832.)
- Schrad. - Heinrich Adolph Schrader (1767. – 1836.)
- Schrank - Franz Paula von Schrank (1747. – 1810.)
- Schreb. - Johann Christian Daniel von Schreber (1739. – 1810.)
- Schub. - Gotthilf Heinrich von Schubert (1780. – 1860.)
- Schübl. - Gustav Schübler (1787. – 1834.)
- Schult. - Josef August Schultes (1773. – 1831.)
- Schult.f. - Julius Hermann Schultes (1804. – 1840.)
- Schultz Sch. - Carl Heinrich 'Schultzenstein' Schultz (1798. – 1871.)
- Schumach. - Heinrich Christian Friedrich Schumacher (1757. – 1830.)
- Schur - Philipp Johann Ferdinand Schur (1799. – 1878.)
- Schwartz - Ernest Justus Schwartz (1869. – 1939.)
- Schweick. - Herold Georg Wilhelm Johannes Schweickerdt (1903. – 1977.)
- Schwein. - Lewis David von Schweinitz (1780. – 1834.)
- Schweinf. - Georg August Schweinfurth (1836. – 1925.)
- Schwer. - Fritz Kurt Alexander von Schwerin (1847. – 1925.)
- Scop. - Giovanni Antonio Scopoli (1723. – 1788.)
- Scribn. - Frank Lamson-Scribner (1851. – 1938.)
- S.D.Jones - Stanley D. Jones (fl. 1992.)
- Secr. - Louis Secretan (1758. – 1839.)
- Seem. - Berthold Carl Seemann (1825. – 1871.)
- Seigler - David Stanley Seigler (1940.)
- Selander - Nils Sten Edvard Selander (1891. – 1957.)
- Semple - John Cameron Semple (1947.)
- Sendtn. - Otto Sendtner (1813. – 1859.)
- Seneb. - Jean Senebier (1742. – 1809.)
- Ser. - Nicolas Charles Seringe (1776. – 1858.)
- Sessé - Martín Sessé y Lacasta (1751. – 1808.)
- Seub. - Moritz August Seubert (1818. – 1878.)
- Seward - Albert Charles Seward (1863. – 1941.)
- S.F.Blake - Sidney Fay Blake (1892. – 1959.)
- S.G.Gmel. - Samuel Gottlieb Gmelin (oko 1744. – 1774.)
- S.G.Hao - Shu-Gang Hao (1942.)
- Shafer - John Adolph Shafer (1863. – 1918.)
- Sharsm. - Carl William Sharsmith (1903. – 1994.)
- Shaver - Jesse Milton Shaver (1888. – 1961.)
- Shear - Cornelius Lott Shear (1865. – 1956.)
- Shinners - Lloyd Herbert Shinners (1918. – 1971.)
- Shipunov - Aleksej B. Šipunov (1965.)
- Shiras. - Yasuyoshi (Miho ili Homi) Shirasawa (1868. – 1947.)
- Short - Charles Wilkins Short (1794. – 1863.)
- Shute - Cedric H. Shute (fl. 1989.)
- Shuttlew. - Robert James Shuttleworth (1810. – 1874.)
- Sibth. - John Sibthorp (1758. – 1796.)
- Sieber - Franz Sieber (1789. – 1844.)
- Siebold - Philipp Franz von Siebold (1796. – 1866.)
- Sim - Thomas Robertson Sim (1856. – 1938.)
- Simon-Louis - Leon L. Simon-Louis (1834. – 1913.)
- Sims - John Sims (1749. – 1831.)
- Singer - Rolf Singer (1906. – 1994.)
- Skeels - Homer Collar Skeels (1873. – 1934.)
- Slavin - Berhard Henry Slavin (1873., nadnevak smrti nepoznat)
- Sleumer - Hermann Otto Sleumer (1906. – 1993.)
- Sm. - James Edward Smith (1759. – 1828.)
- Small - John Kunkel Small (1869. – 1938.)
- Smalley - Eugene Byron Smalley (1926. – 2002.)
- S.Moore - Spencer Le Marchant Moore (1850. – 1931.)
- Smyth - Bernard Bryan Smyth (1843. – 1913.)
- Sobol. - Gregor Fedorovič Sobolevski (1741. – 1807.)
- Soderstr. - Thomas Robert Soderstrom (1936. – 1987.)
- Soegeng - Wertit Soegeng-Reksodihardjo (1935.)
- Soják - Jirí Soják (1936.)
- Sol. - Daniel Solander (1733. – 1782.)
- Sole - William Sole (1741. – 1802.)
- Soler. - Hans Solereder (1860. – 1920.)
- Sond. - Otto Wilhelm Sonder (1812. – 1881.)
- Sonn. - Pierre Sonnerat (1748. – 1814.)
- Soó - Soó Rezső (1903. – 1980.)
- Spach - Édouard Spach (1801. – 1879.)
- Späth - Franz Ludwig Späth (1838. – 1913.)
- Spellenb. - Richard Spellenberg (1940.)
- S.Pierce - Simon Pierce (1974.)
- Sprague - Thomas Archibald Sprague (1877. – 1958.)
- Spreng. - Curt Polycarp Joachim Sprengel (1766. – 1833.)
- Spring - Antoine Frédéric Spring (1814. – 1872.)
- Spruce - Richard Spruce (1817. – 1893.)
- S.S.Chang - Siu Shih Chang (1918.)
- Stace - Clive Anthony Stace (1938.)
- Stackh. - John Stackhouse (1742. – 1819.)
- Stafleu - Frans Antonie Stafleu (1921. – 1997.)
- Standl. - Paul Carpenter Standley (1884. – 1963.)
- Stapf - Otto Stapf (1857. – 1933.)
- Staudt - Günther Staudt (1926.)
- S.T.Blake - Stanley Thatcher Blake (1910. – 1973.)
- Stearn - William Thomas Stearn (1911. – 2001.)
- Stebbins - George Ledyard Stebbins (1906. – 2000.)
- Steenis - Cornelis Gijsbert Gerrit Jan van Steenis (1901. – 1986.)
- Stein - Berthold Stein (1847. – 1926.)
- Steller - Georg Wilhelm Steller (1709. – 1746.)
- Steph. - Franz Stephani (1842. – 1927.)
- Stephan - Christian Friedrich Stephan (1757. – 1814.)
- Sternb. - Kaspar Maria von Sternberg (1761. – 1838.)
- Sterns - Emerson Ellick Sterns (1846. – 1926.)
- Steud. - Ernst Gottlieb von Steudel (1783. – 1856.)
- Steward - Albert Newton Steward (1897. – 1959.)
- Steyerm. - Julian Alfred Steyermark (1909. – 1988.)
- Stocks - John Ellerton Stocks (1822. – 1854.)
- Stokes - Jonathan S. Stokes (1755. – 1831.)
- Strasb. - Eduard Strasburger (1844. – 1912.)
- Stritch - L.R.Stritch (fl. 1982.)
- Stuchlík - Jaroslav Stuchlík (1890. – 1967.)
- Stuntz - Stephen Conrad Stuntz (1875. – 1918.)
- Stur - Dionys Rudolf Josef Stur (1827. – 1893.)
- Sturm - Jacob W. Sturm (1771. – 1848.)
- Sudw. - George Bishop Sudworth (1864. – 1927.)
- Suess. - Karl Suessenguth (1893. – 1955.)
- Suksd. - Wilhelm Nikolaus Suksdorf (1850. – 1932.)
- Sull. - William Starling Sullivant (1803. – 1873.)
- Suter - Johann Rudolf Suter (1766. – 1827.)
- Svenson - Henry Knute Svenson (1897. – 1986.)
- Svent. - Eric R. Svensson Sventenius (1910. – 1973.)
- Sw. - Olof Peter Swartz (1760. – 1818.)
- Swainson - William John Swainson (1789. – 1855.)
- S.Watson - Sereno Watson (1812. – 1883.)
- Sweet - Robert Sweet (1783. – 1835.)
- Swezey - Goodwin Deloss Swezey (1851. – 1934.)
- Swingle - Walter Tennyson Swingle (1871. – 1952.)
- Syme - John Thomas Irvine Boswell Syme (1822. – 1888.)
- Symons - Jelinger Symons (1778. – 1851.)
- S.Y.Wang - Sui-Yi Wang (1934.)
- Szyszył. - Ignaz von Szyszyłowicz (1857. – 1910.)

## T
- T.A.Chr. - Tyge Ahrengot Christensen (1918. – 1996.)
- Takht. - Armen Tahtadžjan (1910. – 2009.)
- T.Anderson - Thomas Anderson (1832. – 1870.)
- Tansley - Arthur Tansley (1871. – 1955.)
- Tat. - Aleksandr Aleksejevič Tatarinov (1817. – 1886.)
- Taton - Auguste Taton (1914. – 1989.)
- Taub. - Paul Hermann Wilhelm Taubert (1862. – 1897.)
- Tausch - Ignaz Friedrich Tausch (1793. – 1848.)
- T.Baskerv. - Thomas Baskerville (1812. – 1840.)
- T.Bastard - Thomas Bastard (u. 1815.)
- T.C.E.Fr. - Thore Christian Elias Fries (1886. – 1930.)
- T.Durand - Théophile Alexis Durand (1855. – 1912.)
- Teijsm. - Johannes Elias Teijsmann (1808. – 1882.)
- Ten. - Michele Tenore (1780. – 1861.)
- T.E.Raven - Tamra Engelhorn Raven (1945.)
- T.F.Forst. - Thomas Furley Forster (1761. – 1825.)
- Thell. - Albert Thellung (1881. – 1928.)
- Thieret - John William Thieret (1926.)
- Thomson - Thomas Thomson (1817. – 1878.)
- Thonn. - Peter Thonning (1775. – 1848.)
- Thorne - Robert Folger Thorne (1920.)
- Thouars - Louis-Marie Aubert du Petit-Thouars (1758. – 1831.)
- Thuill. - Jean Louis Thuillier (1757. – 1822.)
- Thulin - Mats Thulin (1948.)
- Thunb. - Carl Peter Thunberg (1743. – 1828.)
- Thur. - Gustave Adolphe Thuret (1817. – 1875.)
- Thwaites - George Henry Kendrik Thwaites (1811. – 1882.)
- Tidestr. - Ivar Frederick Tidestrøm (1864. – 1956.)
- Tiegh. - Phillippe Édouard Léon van Tieghem (1839. – 1914.)
- Tiling - Heinrich Sylvester Theodor Tiling (1818. – 1871.)
- Tineo - Vincenzo Tineo (1791. – 1856.)
- T.Lestib. - Thémistocle Gaspard Lestiboudois (1797. – 1876.)
- T.Moore - Thomas Moore (1821. – 1887.)
- T.N.McCoy - Thomas Nevil McCoy (1905.)
- Tod. - Agostino Todaro (1818. – 1892.)
- Todzia - Carol Ann Todzia (fl. 1986.)
- Tolm. - Aleksandr Innokentijevič Tolmačev (1903. – 1979.)
- Torr. - John Torrey (1796. – 1873.)
- Tourn. - Joseph Pitton de Tournefort (1656. – 1708.)
- T.Q.Nguyen - To Quyen Nguyen (fl. 1965.)
- Trad. - John Tradescant mlađi (1608. – 1662.)
- Tratt. - Leopold Trattinnick (1764. – 1889.)
- Trautv. - Ernst Rudolf von Trautvetter (1809. – 1889.)
- Trel. - William Trelease (1857. – 1945.)
- Trevis. - Vittore Benedetto Antonio Trevisan de Saint-Léon (1818. – 1897.)
- Triana - José Jerónimo Triana (1834. – 1890.)
- Trimen - Henry Trimen (1843. – 1896.)
- Trin. - Carl Bernhard von Trinius (1778. – 1844.)
- Trotter - Alessandro Trotter (1874. – 1967.)
- Tswett - Mihail Semenovič Cvet (1872. – 1919.)
- T. Taylor - Thomas Taylor (botaničar) (u. 1848.)
- Tuck. - Edward Tuckerman (1817. – 1886.)
- Turcz. - Mikola Turčaninov (1796. – 1863.)
- Turner - Dawson Turner (1775. – 1858.)
- Turpin - Pierre Jean François Turpin (1775. – 1840.)
- Tzvelev - Nikolaj Nikolajevič Cvelev (1925.)

## U
- Ucria - Bernardino da Ucria (1739. – 1796.)
- Ueki - Robert Ueki (fl. 1973.)
- Ulbr. - Oskar Eberhard Ulbrich (1879. – 1952.)
- Ule - Ernst Heinrich Georg Ule (1854. – 1915.)
- Uline - Edwin Burton Uline (1867. – 1933.)
- Ulmer - Torsten Ulmer (1970.)
- Underw. - Lucien Marcus Underwood (1853. – 1907.)
- Urb. - Ignatz Urban (1848. – 1931.)
- Ursch - Eugène Ursch (1882. – 1962.)

## V
- Vahl - Martin Vahl (1749. – 1804.)
- Vail - Anna Murray Vail (1863. – 1955.)
- Vaill. - Sébastien Vaillant (1669. – 1722.)
- Valeton - Theodoric Valeton (1855. – 1929.)
- Vand. - Domenico Vandelli (1735. – 1816.)
- Van Houtte - Louis Benoit Van Houtte (1810. – 1876.)
- V.A.Nikitin - Vladimir Aleksejevič Nikitin (1906.–1974.)
- Vaniot - Eugene Vaniot (u. 1913.)
- van Jaarsv. - Ernst van Jaarsveld (1953.-)
- Vasey - George Vasey (1822. – 1893.)
- Vassilcz. - I. T. Vasiljčenko (Иван Т. Васильченко) (1903.)
- Vavilov - Nikolaj Ivanovič Vavilov (1887. – 1943.)
- Veitch - John Gould Veitch (1839. – 1870.)
- Veldk. - Jan Frederik Veldkamp (1941.-)
- Vell. - José Mariano da Conceição Vellozo (1742. – 1811.)
- Velloso - Joaquim Velloso de Miranda (1733. – 1815.)
- Vent. - Étienne Pierre Ventenat (1757. – 1808.)
- Verdc. - Bernard Verdcourt (1925. – 2011.)
- V.Gibbs - Vicary Gibbs (1853. – 1932.)
- Vickery - Joyce Winifred Vickery (1908. – 1979.)
- Vict. - Conrad Kirouac, brat Marie-Victorin (1885. – 1944.)
- Vierh. - Friedrich Vierhapper
- Vignolo - Ferdinando Vignolo-Lutati (1878. – 1965.)
- Vill. - Dominique Villars (1745. – 1814.)
- Vilm. - Pierre Louis François Lévêque de Vilmorin (1816. – 1860.)
- Vitman - Fulgenzio Vitman (1728. – 1806.)
- Vittad. - Carlo Vittadini (1800. – 1865.)
- Viv. - Domenico Viviani (1772. – 1840.)
- Vl.V.Nikitin - Vladimir V. Nikitin (fl. 1996.)
- V.M.Bates - Vernon M. Bates (fl. 1984.)
- Vogel - Julius Rudolph Theodor Vogel (1812. – 1841.)
- Volkart - Albert Volkart (1873. – 1951.)
- Vural - Mecit Vural (fl. 1983.)
- V.V.Nikitin - Vasilij Vasiljevič Nikitin (1906.–1988.)

## W
- Wahlenb. - Göran Wahlenberg (1780. – 1851.)
- Waisb. - Anton Waisbecker (1835. – 1916.)
- Wall. - Nathaniel Wallich (1786. – 1854.)
- Wallr. - Karl Friedrich Wilhelm Wallroth (1792. – 1857.)
- Walp. - Wilhelm Gerhard Walpers (1816. – 1853.)
- Walter - Thomas Walter (botaničar) (1740. – 1789.)
- Wangenh. - Friedrich Adam Julius von Wangenheim (1749. – 1800.)
- Warb. - Otto Warburg (1859. – 1938.)
- Ward - Lester Frank Ward (1841. – 1913.)
- Warder - John Aston Warder (1812. – 1883.)
- Warm. - Johannes Eugenius Bülow Warming (1841. – 1924.)
- Warnock - Barton Holland Warnock (1911. – 1998.)
- Warsz. - Józef Warszewicz Ritter von Rawicz (1812. – 1866.)
- Watson  - William Watson (1715. – 1787.)
- Watt - David Allan Poe Watt (1830. – 1917.)
- Wawra - Heinrich Wawra von Fernsee (1831. – 1887.)
- W.Bartram - William Bartram (1739. – 1823.)
- W.C.Cheng - Wan Chun Cheng (1904. – 1983.)
- W.D.J.Koch - Wilhelm Daniel Joseph Koch (1771. – 1849.)
- Weath. - Charles Alfred Weatherby (1875. – 1949.)
- Webb - Philip Barker Webb (1793. – 1854.)
- Weber - George Heinrich Weber (1752. – 1828.)
- Wedd. - Hugh Algernon Weddell (1819. – 1877.)
- Wedem. - Wedemeyer (fl. prije 1803.)
- Wege - Juliet Wege (1971.)
- Weigel - Christian Ehrenfried von Weigel (1748. – 1831.)
- Weihe - Carl Ernst August Weihe (1779. – 1834.)
- Weinm. - Johann Anton Weinmann (1782. – 1858.)
- Wells - Bertram Whittier Wells (1884. – 1978.)
- Welw. - Friedrich Welwitsch (1806. – 1872.)
- Wender. - Georg Wilhelm Franz Wenderoth (1774. – 1861.)
- Werderm. - Erich Werdermann (1892. – 1959.)
- Wesm. - Alfred Wesmael (1832. – 1905.)
- Wess.Boer - Jan Gerard Wessels Boer (1936.)
- West - William West (1848. – 1914.)
- Weston - Richard Weston (oko 1733. – 1806.)
- Wettst. - Richard Wettstein (1863. – 1931.)
- Weyland - Hermann Gerhard Weyland (1888. – 1974.)
- W.Fitzg. - William Vincent Fitzgerald (1867. – 1929.)
- W.H.Brewer - William Henry Brewer (1828. – 1910.)
- Wherry - Edgar Theodore Wherry (1885. – 1982.)
- W.H.Lang - William Henry Lang (1874.)
- W.Hook. - William Hooker (1779. – 1832.)
- W.H.Wagner - Warren Herbert Wagner (1920. – 2000.)
- Wibel - August Wilhelm Eberhard Christoph Wibel (1775. – 1814.)
- Widder - Felix Joseph Widder (1892. – 1974.)
- Wiegand - Karl McKay Wiegand (1873. – 1942.)
- Wiersema - John H. Wiersema (born 1950.)
- Wierzb. - Piotr Pawlus (Peter, Petrus Paulus) Wierzbicki, (1794. – 1847.)
- Wight - Robert Wight (1796. – 1872.)
- Willd. - Carl Ludwig von Willdenow (1765. – 1812.)
- Wille - Johan Nordal Fischer Wille (1858. – 1924.)
- Willk. - Heinrich Moritz Willkomm (1821. – 1895.)
- Windham - Michael D. Windham (1954.)
- Wipff - J.K.Wipff (1962.)
- With. - William Withering (1741. – 1799.)
- W.J.Zinger - Vasily Jakovlevich Zinger (1836. – 1907.)
- W. J. de Wilde - Willem Jan Jacobus Oswald de Wilde
- W.L.E.Schmidt - Wilhelm Ludwig Ewald Schmidt (1804. – 1843.)
- W.Mast. - William Masters (botaničar) (1796. – 1874.)
- W.M.Curtis - Winifred Mary Curtis (1905. – 2005.)
- Wolley-Dod - Anthony Hurt Wolley-Dod (1861. – 1948.)
- Wood - William Wood (1745. – 1808.)
- Woodson - Robert Everard Woodson mlađi (1904. – 1963.)
- Woodv. - William Woodville (1752. – 1805.)
- Woolls - William Woolls (1814. – 1893.)
- Wooton - Elmer Otis Wooton (1865. – 1945.)
- Woronow - Jurij Nikolajevič Voronov (1874. – 1931.)
- Woyn. - Heinrich Karl Woynar (1865. – 1917.)
- W.Palmer - William Palmer (1856. – 1921.)
- W.P.C.Barton - William Paul Crillon Barton (1786. – 1856.)
- W.Petz. - Karl Wilhelm Petzold (1848. – 1897.)
- W.Q.Zhu - Wei-Qing Zhu (fl. 1999.)
- Wraber - Tone Wraber (1938. – 2010.)
- W.R.Buck - William Russell Buck (1950.)
- W.Remy - Winfried Remy (1924. – 1995.)
- W.Rich - William Rich (1800. – 1864.)
- W.Saunders - William Saunders (1822. – 1900.)
- W.Stone - Witmer Stone (1866. – 1939.)
- W.T.Aiton - William Townsend Aiton (1766. – 1849.)
- Wullschl. - Heinrich Wullschlägel (1805. – 1864.)
- W.Watson - William Watson (1858. – 1925.)
- W.West - William West mlađi (botaničar) (1875. – 1901.)
- W.Wight - William Franklin Wight (1874. – 1954.)
- W.Wolf - Wolfgang Wolf (1875. – 1950.)
- W.W.Sm. - William Wright Smith (1875. – 1956.)
- Wydler - Heinrich Wydler (1800. – 1883.)
- W.Zimm. - Walter Max Zimmerman (1892. – 1980.)

## Y
- Yakovlev - Gennadij Pavlovič Jakovljev (1934.)
- Yeo - Peter Frederick Yeo (1929.)
- Y.Schouten - Y. Schouten (fl. 1985.)
- Yunck. - Truman George Yuncker (1891. – 1964.)

## Z
- Zabel - Hermann Zabel (1832. – 1912.)
- Zahlbr. - Alexander Zahlbruckner (1860. – 1938.)
- Zämelis - Aleksander Zämelis (1897. – 1943.)
- Zanted. - Giovanni Zantedeschi (1773. – 1846.)
- Zapał. - Hugo Zapałowicz (1852. – 1917.)
- Zaw. - Aleksander Zawadzki (1798. – 1868.)
- Zeyh. - Karl Ludwig Philipp Zeyher (1799. – 1858.)
- Ziel. - Jerzy Zielinski (1943.–)
- Zinn - Johann Gottfried Zinn (1727. – 1759.)
- Ziz - Johann Baptist Ziz (1779. – 1829.)
- Zizka - Georg Zizka (fl. 1987.)
- Zohary - Michael Zohary (1898. – 1983.)
- Zoll. - Heinrich Zollinger (1818. – 1859.)
- Zucc. - Joseph Gerhard Zuccarini (1790. – 1848.)

## Vanjske poveznice
- Author search page (IPNI)
- Botanists database (Harvard University Herbaria)  Arhivirana inačica izvorne stranice od 10. lipnja 2011. (Wayback Machine)
- List of botanical authors (f-lohmueller.de) (en, de, it, fr)  Arhivirana inačica izvorne stranice od 13. svibnja 2012. (Wayback Machine)
- Botanical author search (Flora Iberica) (es)  Arhivirana inačica izvorne stranice od 30. ožujka 2010. (Wayback Machine)
- Author attributions (calflora)
- List of cactus species authors (Mark Faint's Homepage)  Arhivirana inačica izvorne stranice od 6. ožujka 2016. (Wayback Machine)
- Author search (Orchid Universe) (fr)  Arhivirana inačica izvorne stranice od 28. siječnja 2011. (Wayback Machine)
- More botanical author abbreviations  Arhivirana inačica izvorne stranice od 13. lipnja 2007. (Wayback Machine)